# 日産モータースポーツ&カスタマイズの車種一覧
日産モータースポーツ&カスタマイズの車種一覧（にっさんモータースポーツアンドカスタマイズのしゃしゅいちらん）では、日産自動車の子会社、日産モータースポーツ&カスタマイズ オーテック事業部より現在発売されている車種、及び過去発売していた車種について記述する。

## 概要
当社では「カスタムカー」「福祉車両」「商用特装車」の主に3つの分野で特装車の開発・製造・販売を行っている。詳細は各項目で述べる。

## カスタムカー
主なベース車は乗用車が対象となり、各車にそれぞれの架装コンセプトに合わせて付加価値を高めたシリーズ。具体的には外観をよりスポーティーにするためのエアロパーツや、走りのパフォーマンスを向上させるために足回り部品を特別品に変更したライダーシリーズや、より高級感や洗練さを高めるため、内装品や外装品に変更を加えたボレロやアクシスの各シリーズがある。
現在はセレナやエルグランドなどで標準グレードとして設定されている「ハイウェイスター」も、元々は同社がカスタムカーとして開発したのが発祥。2017年から新たにプレミアムスポーティーブランド「AUTECH」、ピュアスポーツブランド「NISMO」の2本柱でスポーティーサブブランドを展開している。

### AUTECH
NISMOと双璧を成すプレミアムスポーティー志向のブランドとして2017年から設定。

### NISMOロードカー
2017年4月、コンプリートカーの企画開発を、オーテックジャパンに新設した「ニスモカーズ事業部」に統合。マーケティング機能も備え、国内外のグローバル戦略の拠点となる。また、このことを機としてオーテックジャパンが毎年主催している「AOG湘南里帰りミーティング」の参加資格として、NISMOのロードカーも認められることになった。
NISMOバーションとしてロードカーを足回りや内外装、マフラー、ホイールのほか、グレードによっては吸排気系、コンピューター、ECUにまで手が加えられ販売されている。

#### 現行車種

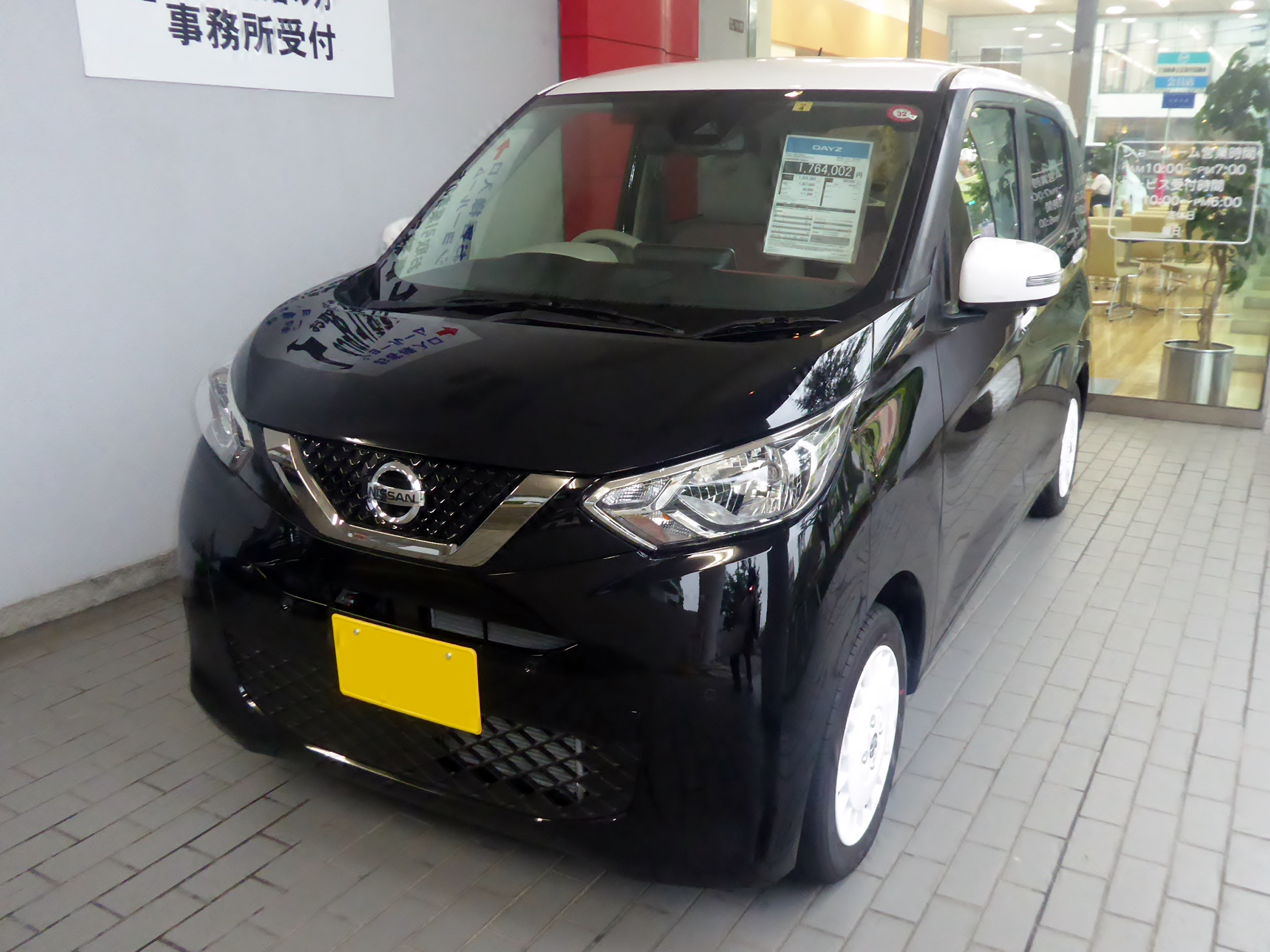
デイズ ボレロ （2代目・AA1型）

- GT-R NISMO
- スカイライン NISMO（1000台限定）
- フェアレディZ NISMO
- リーフ NISMO
- ノート オーラ NISMO

#### 販売終了車種
- セレナ NISMO - 2019年7月まで設定。
- ジューク NISMO/NISMO RS
- ノート NISMO/NISMO S/e-POWER NISMO /e-POWER NISMO S
- マーチ NISMO/NISMO S

#### 日本国外
- パトロール
- セントラ

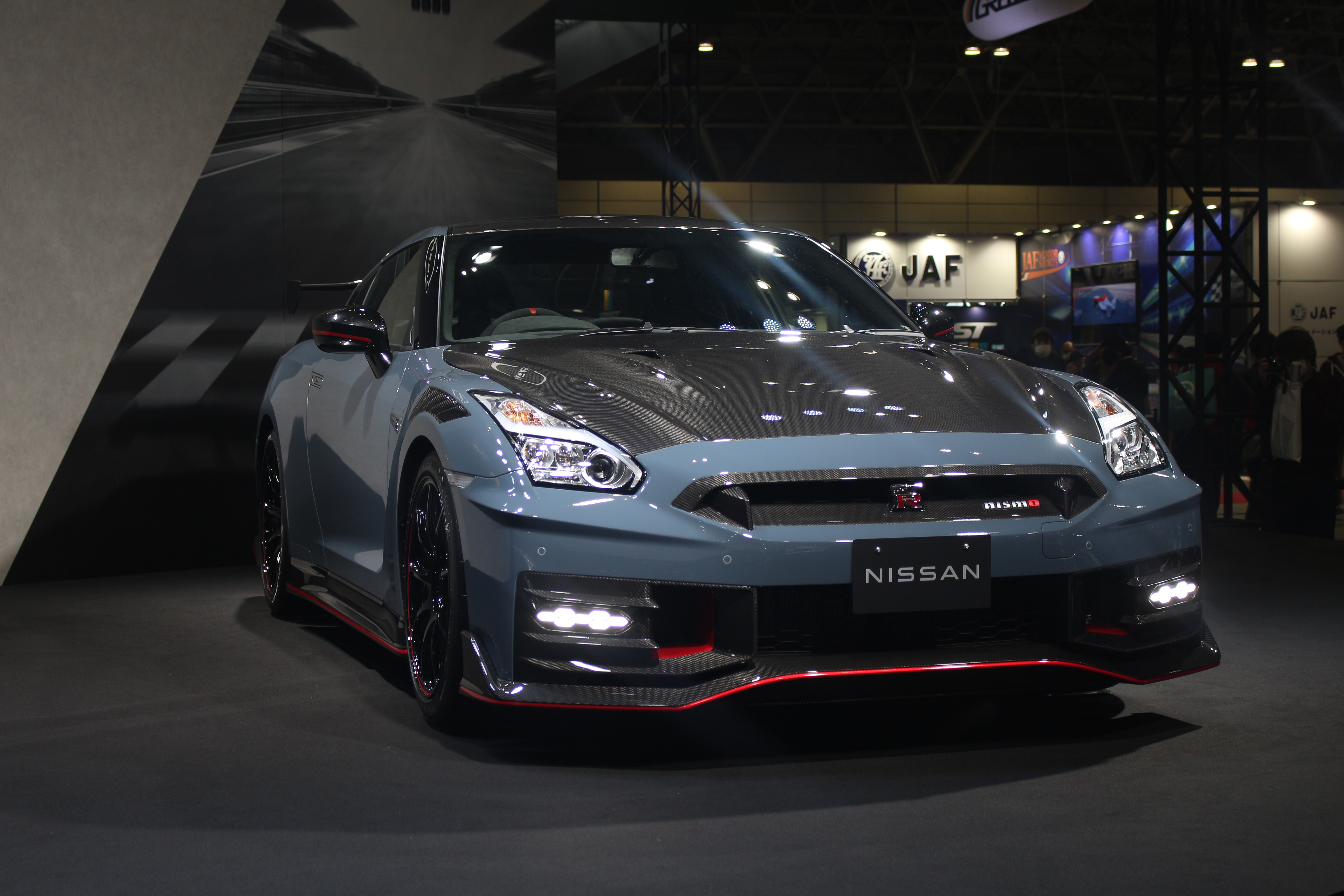
GT-R NISMO
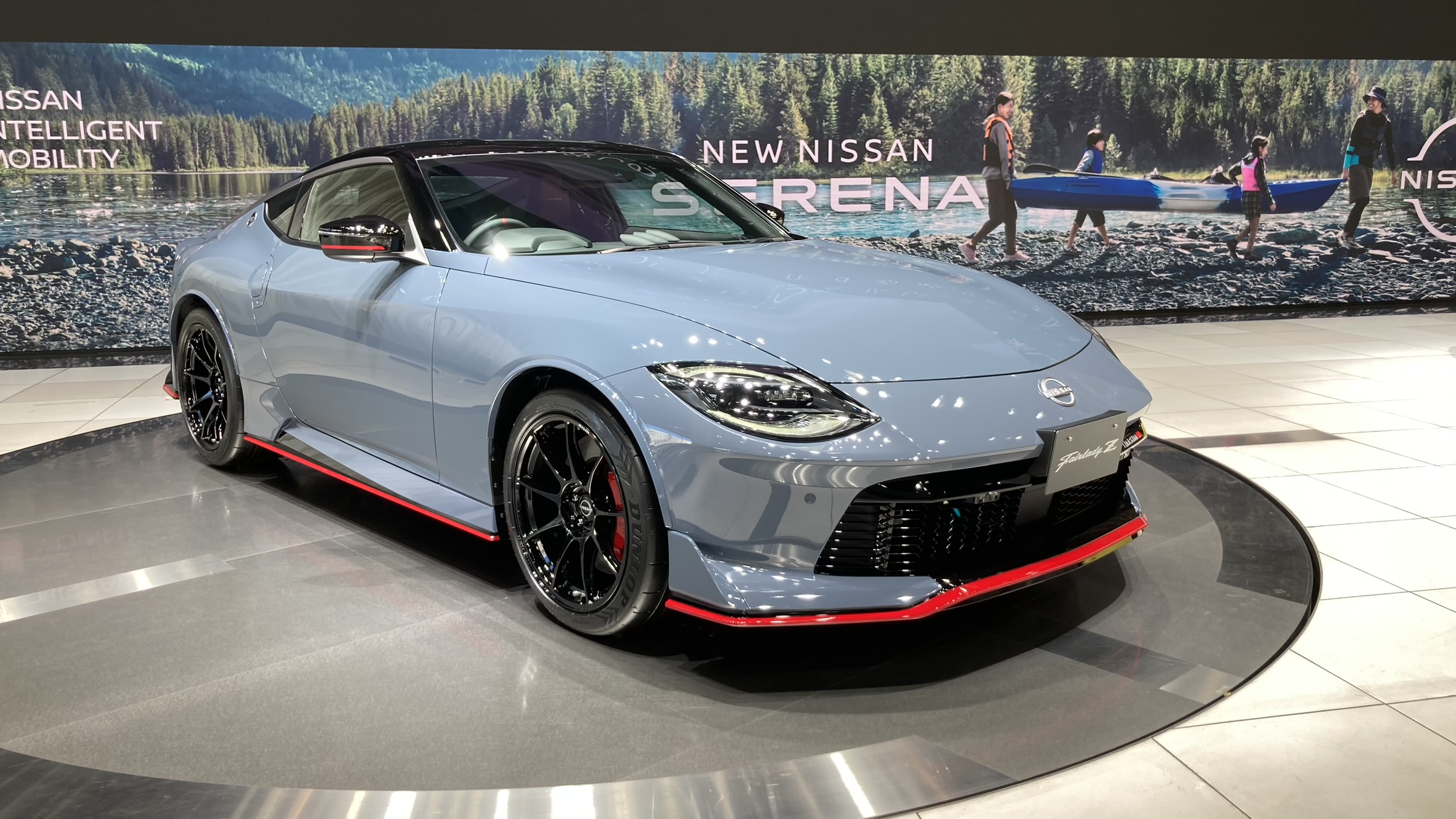
フェアレディZ NISMO
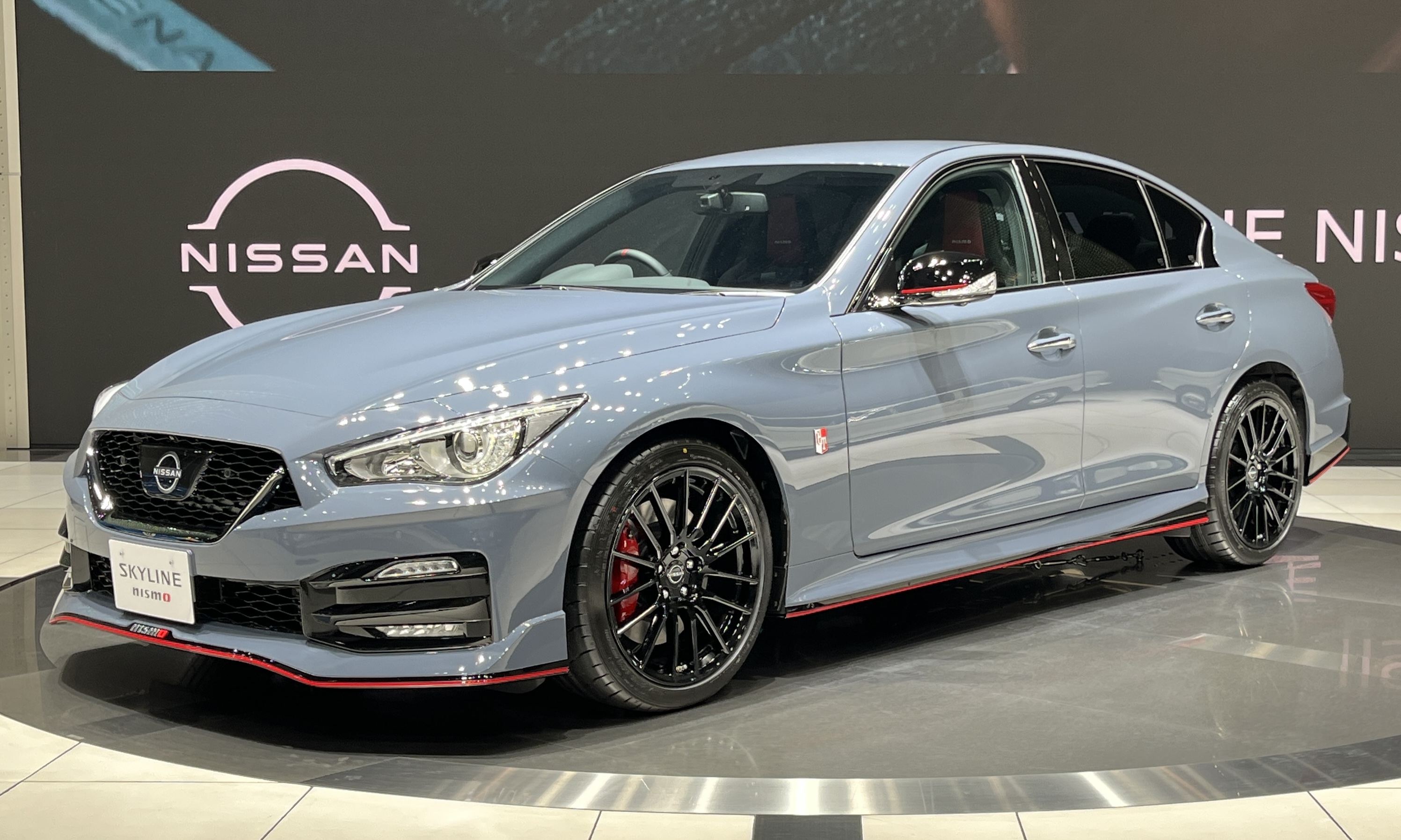
スカイラインNISMO
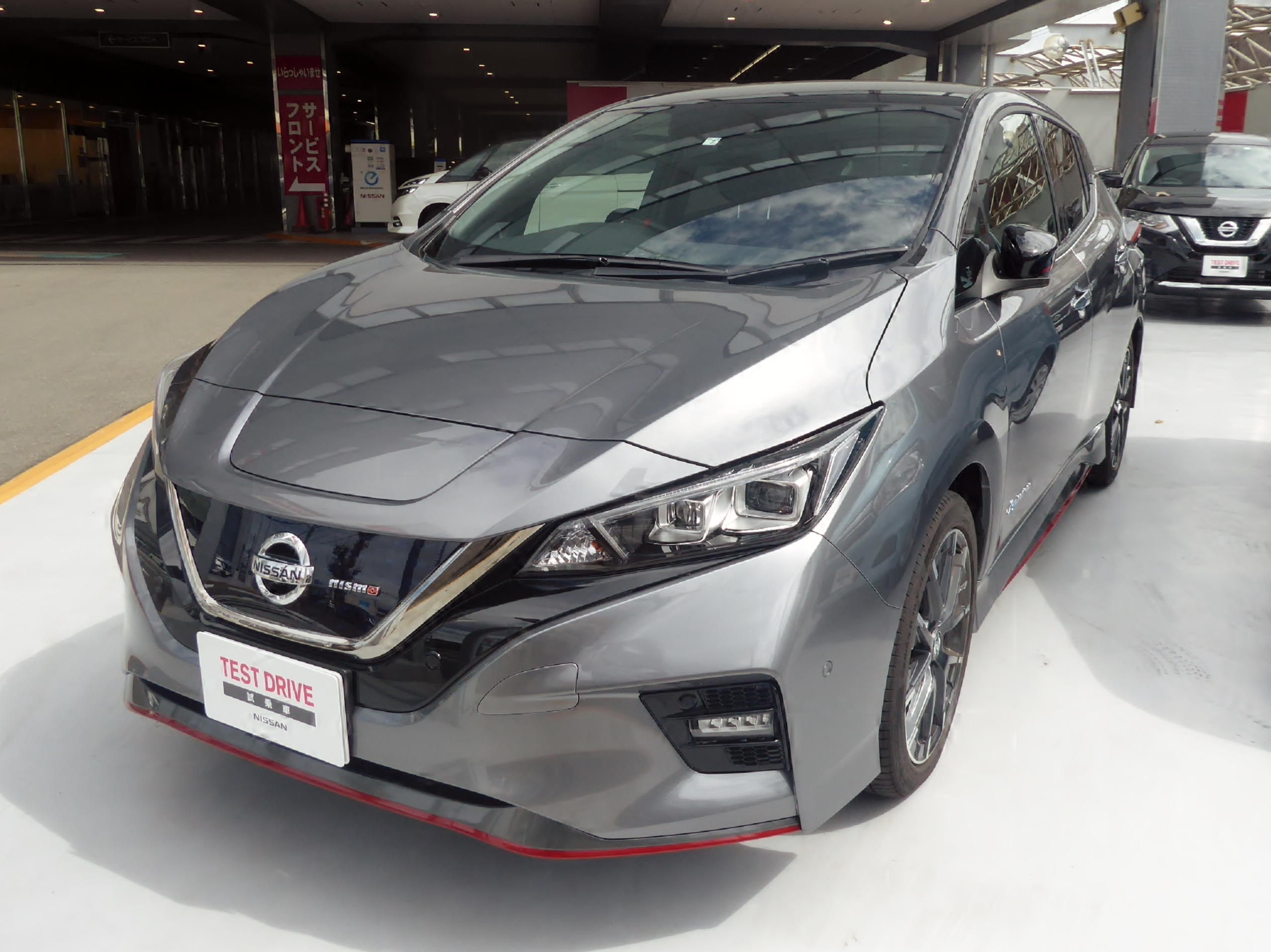
リーフNISMO
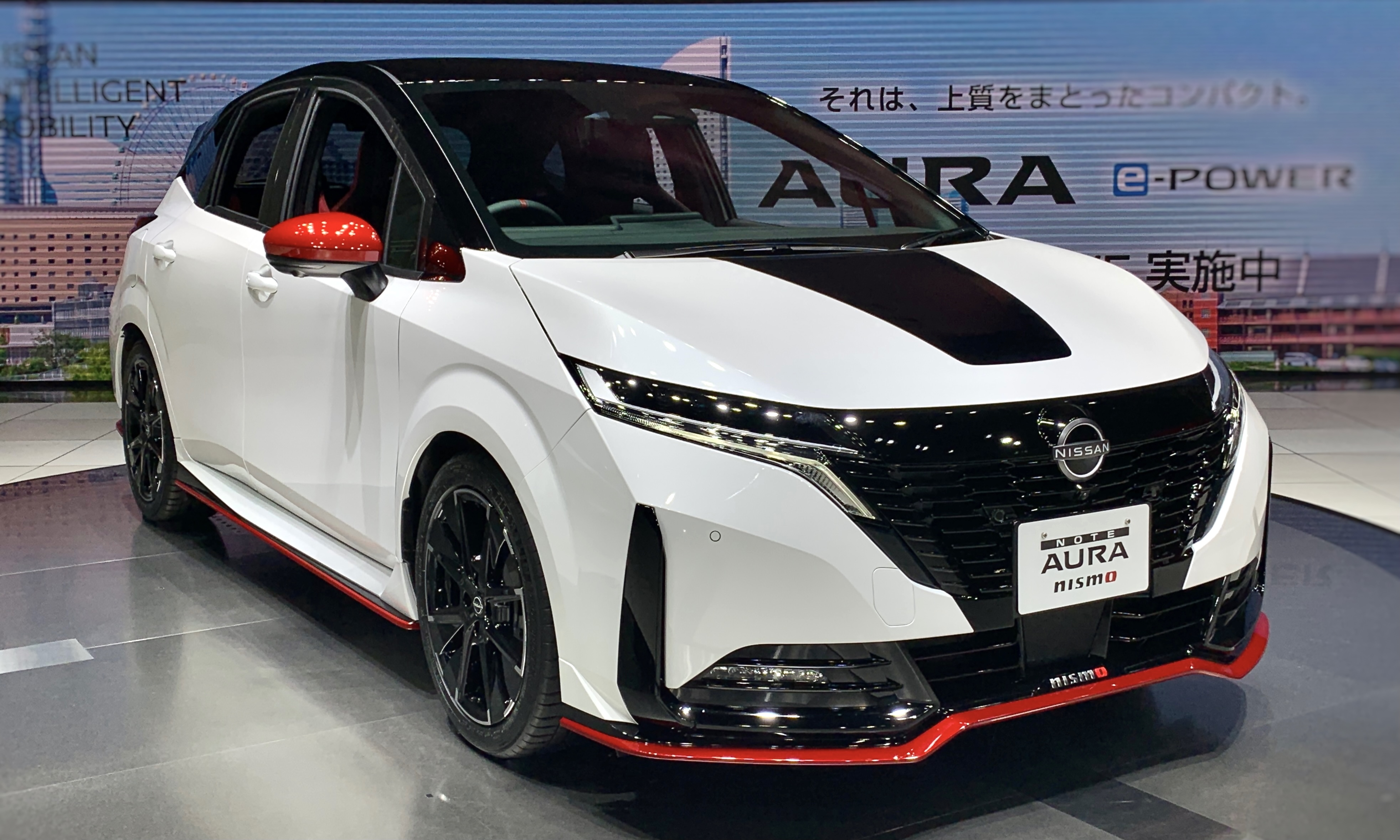
ノート オーラ NISMO
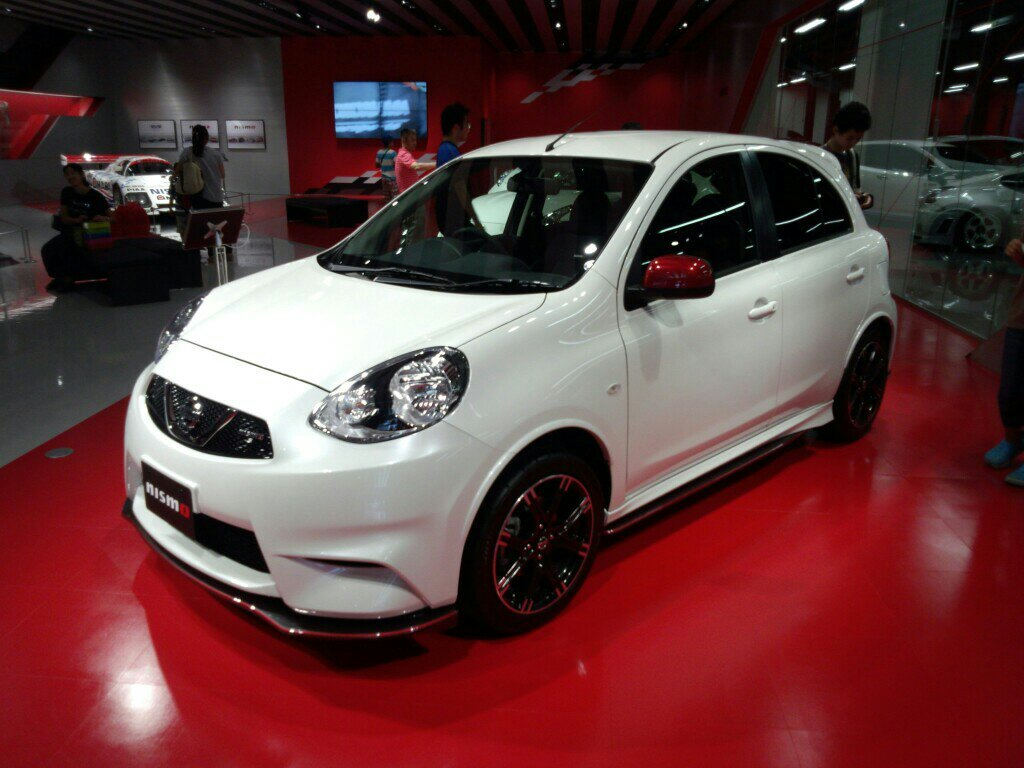
マーチNISMO S
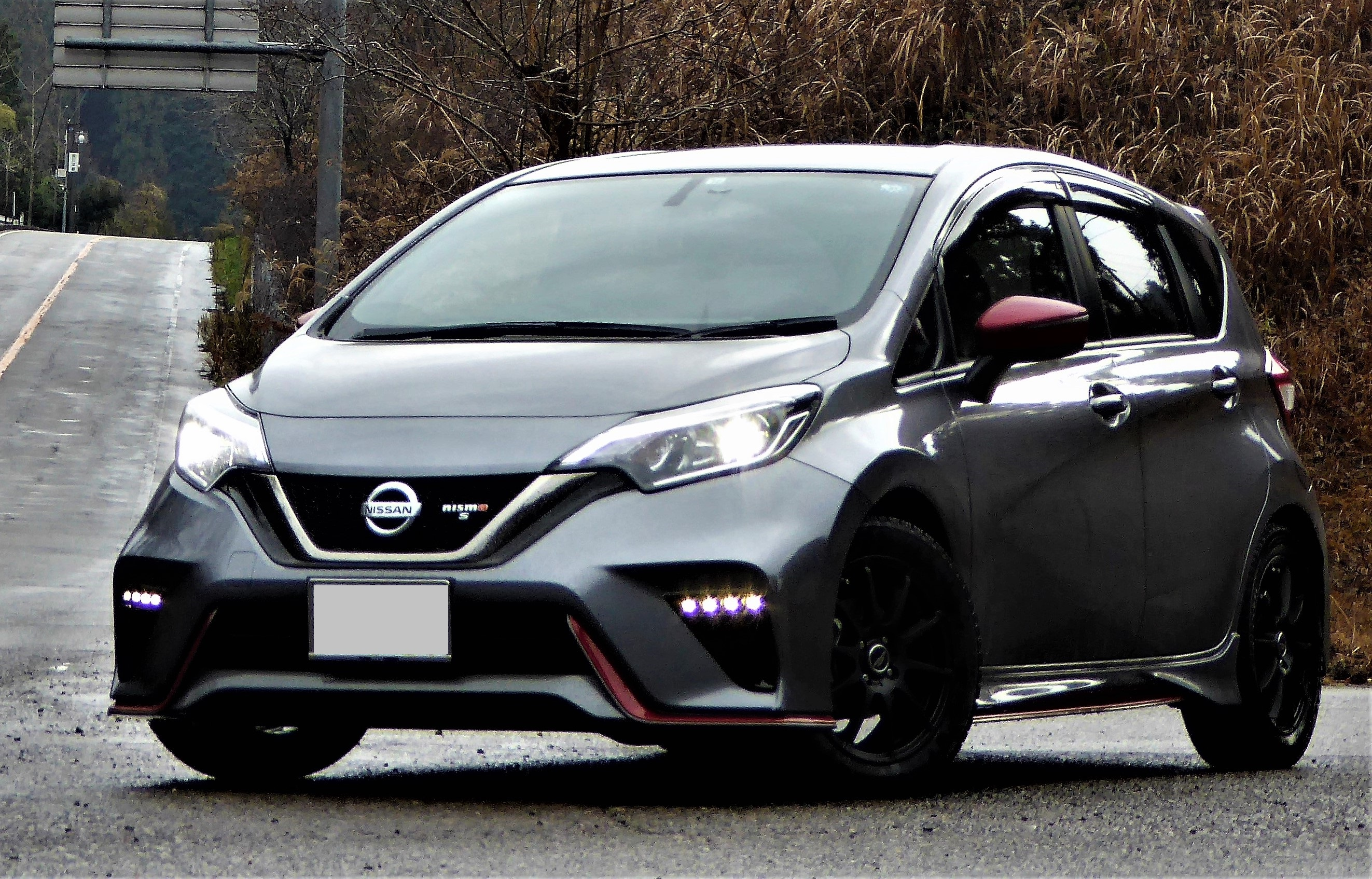
ノートNISMO S
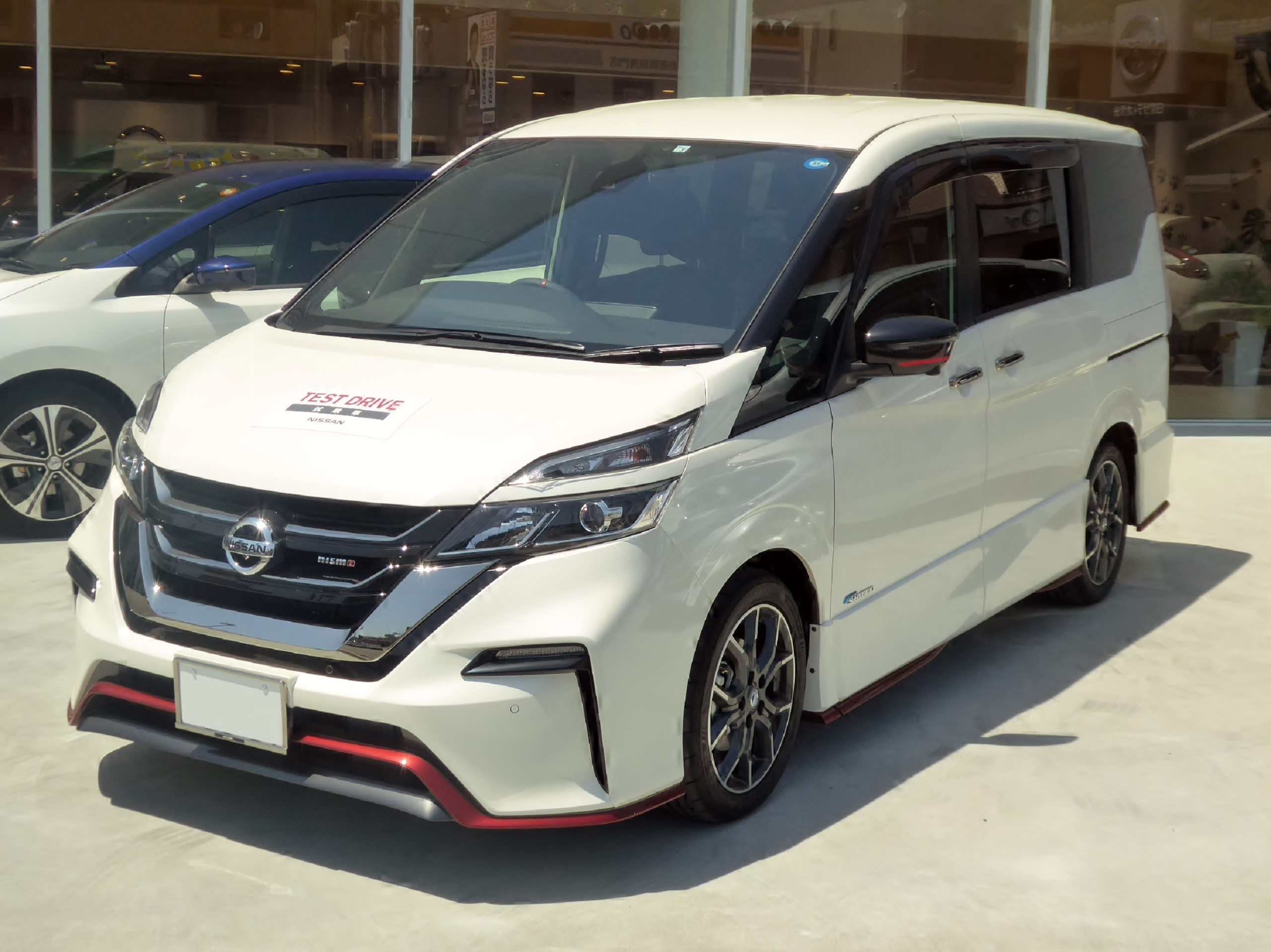
セレナNISMO
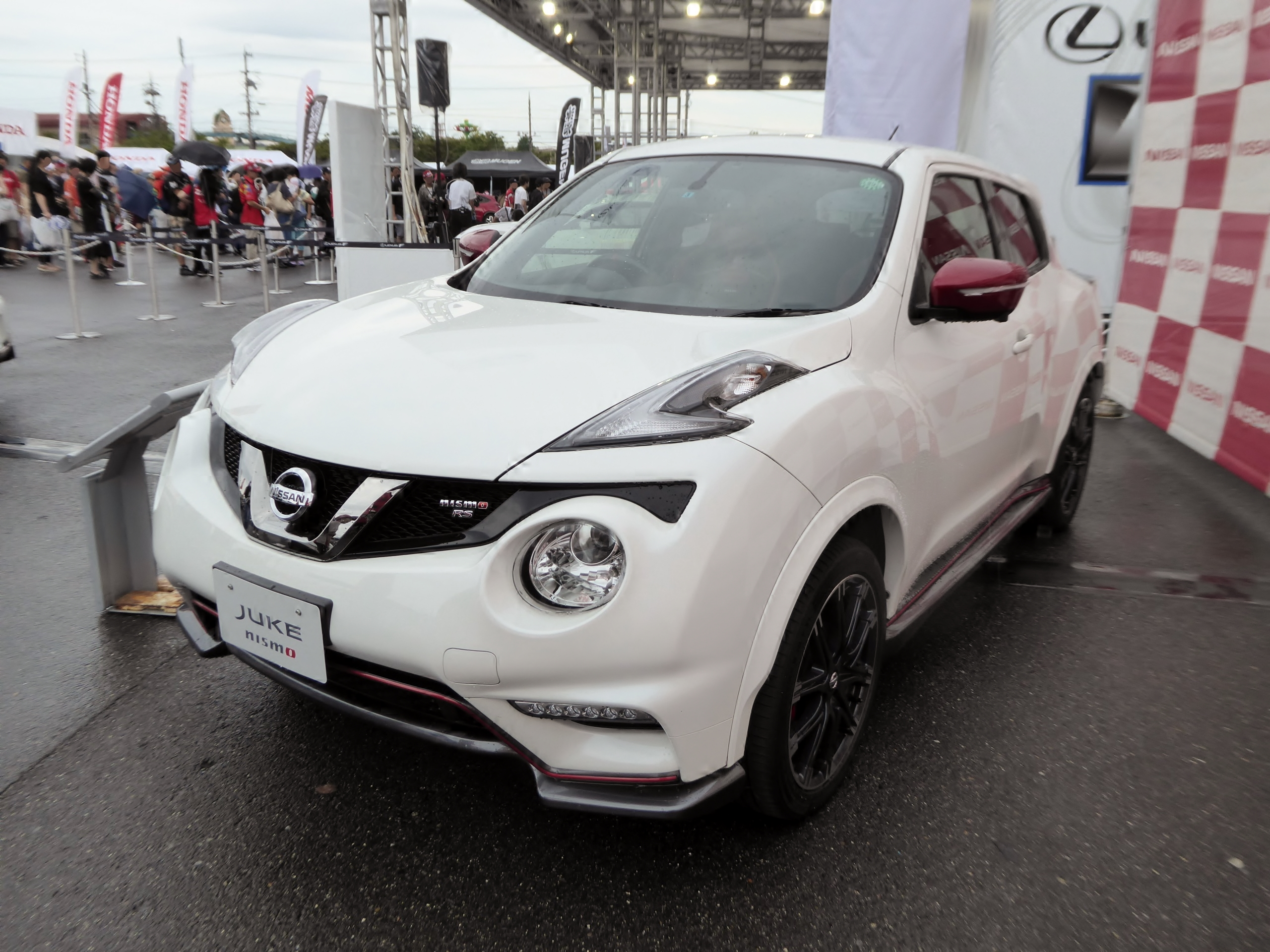
ジュークNISMO RS
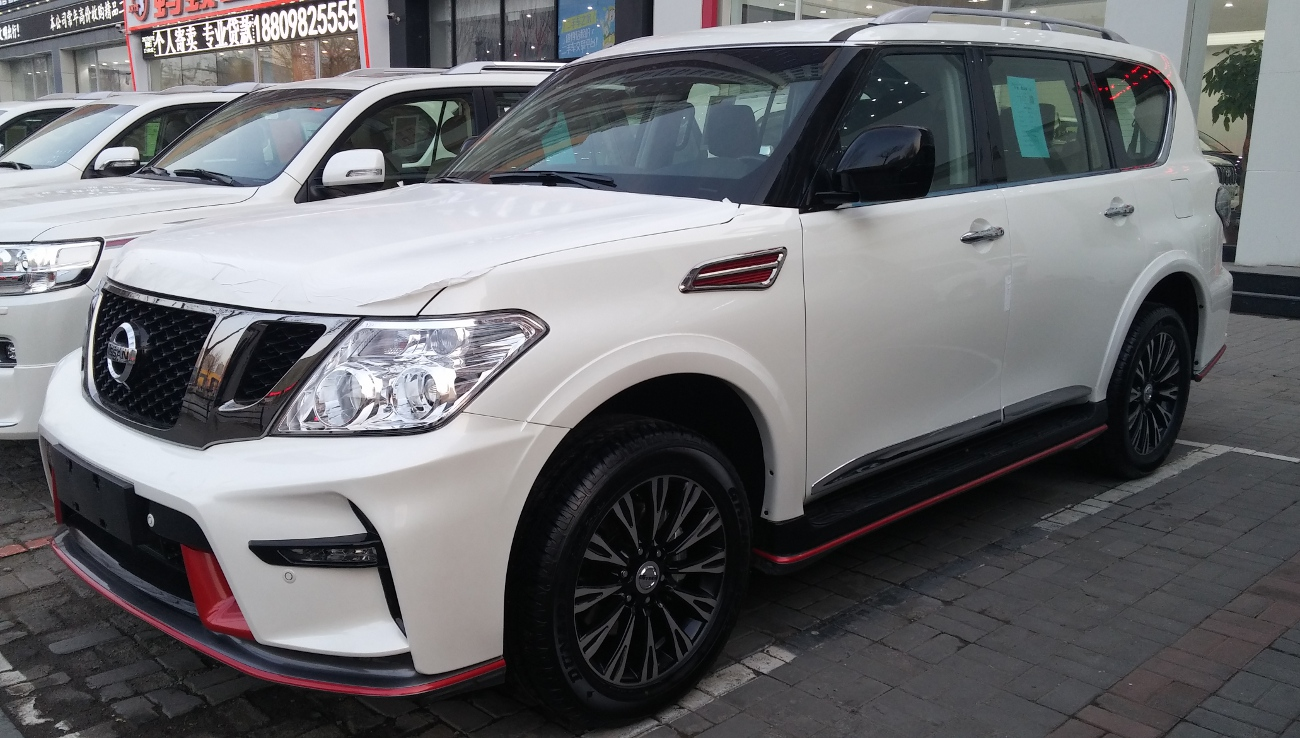
パトロールNISMO

### ライダー

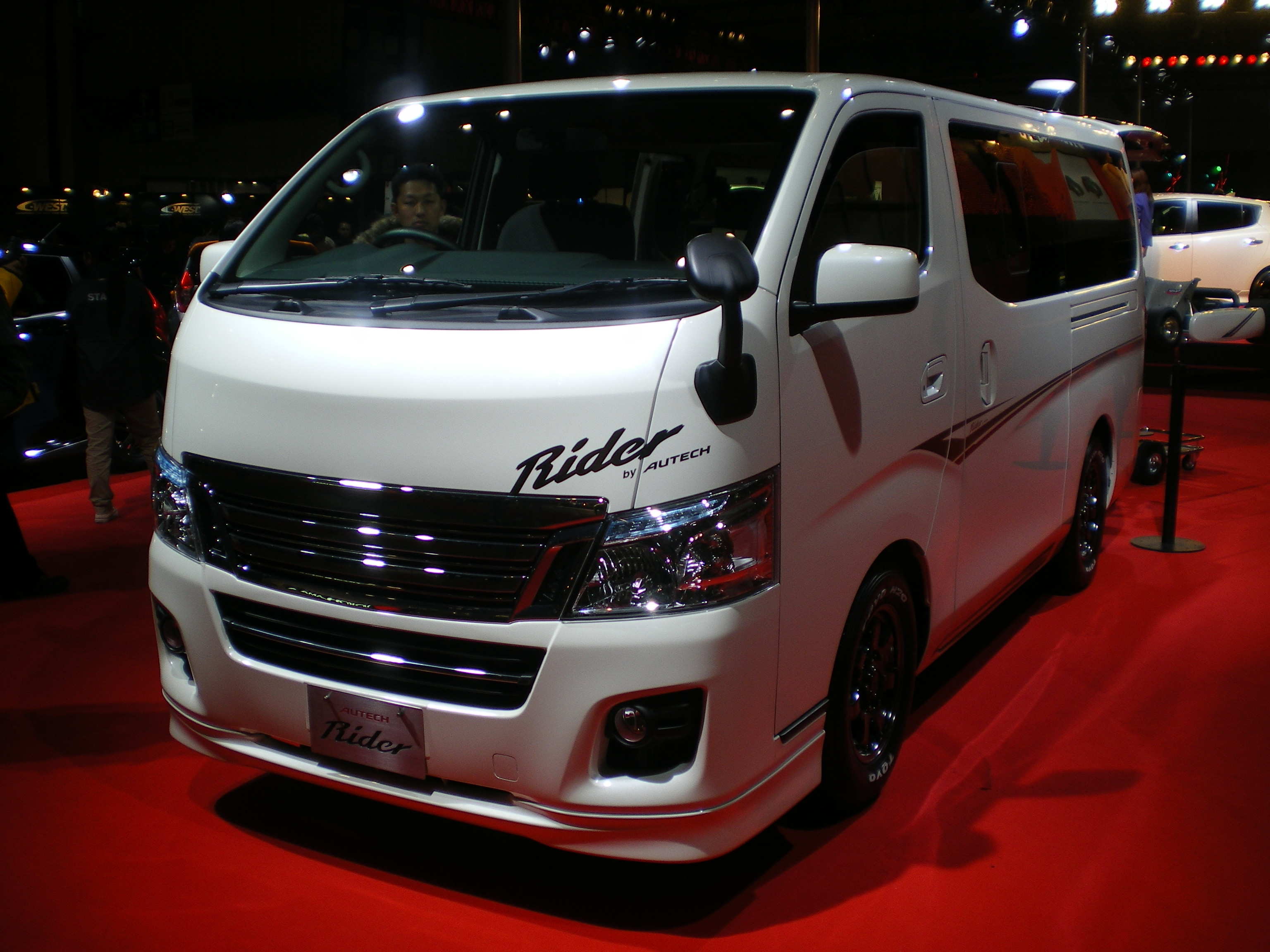
NV350キャラバン ライダー

#### 特徴
ビレットグリルやエアロパーツを載せたスポーティモデル。フロント部に日産CIマークのエンブレムが付かない。エルグランドライダーは本革シートやBOSEサウンドシステムも装備された高級志向モデルでもあり、M12型リバティやC24/C25型セレナ、U31型プレサージュ等、一部モデルではリアコンビネーションランプがクリアに差し替えられている。
ライダー（一部アクシスも含む）のグレードであるハイパフォーマンススペック、パフォーマンススペックとは専用チューンドエンジンやボディ剛性の向上、サスペンションチューニングにより、走行性能がより高くなっている。また、ハイパフォーマンススペックは、エンジンチューニングが施されている。
ライダーは製造がオーテックジャパンになるので、運輸支局にてナンバー取得する際、通常は車体番号のみだが、後述のノート・キューブ・セレナライダー以外は車体を持ち込み発行してもらう（＝持ち込み登録）ことになるため、納車も通常モデルと比べると時間がかかる場合が多い。ただし、2009年7月31日にライダーのうちノートとキューブが、8月18日にはセレナライダーが形式指定車になりグリーン税制の減税措置対象に、8月31日には減税措置対象がノート・キューブ・セレナ以外の一部車種にも拡充されるようになった（いずれもパフォーマンススペックの一部車種とハイパフォーマンススペック全車除く）。
全車種ともメタル調のインテリアとなっており、車体全体にエアロパーツが装着されているため、段差等には細心の注意が必要である（エアロは原則工場完成車両となるハイウェイスターも同様）。
なお、「AUTECH」への移行に伴って設定車種が減少し、最後まで残っていたNV350キャラバンも発売が終了した。

#### 車種一覧
- ☆は一部に型式指定有り。
- ●は一部を含めハイウェイスターがベース。

##### 過去の車種

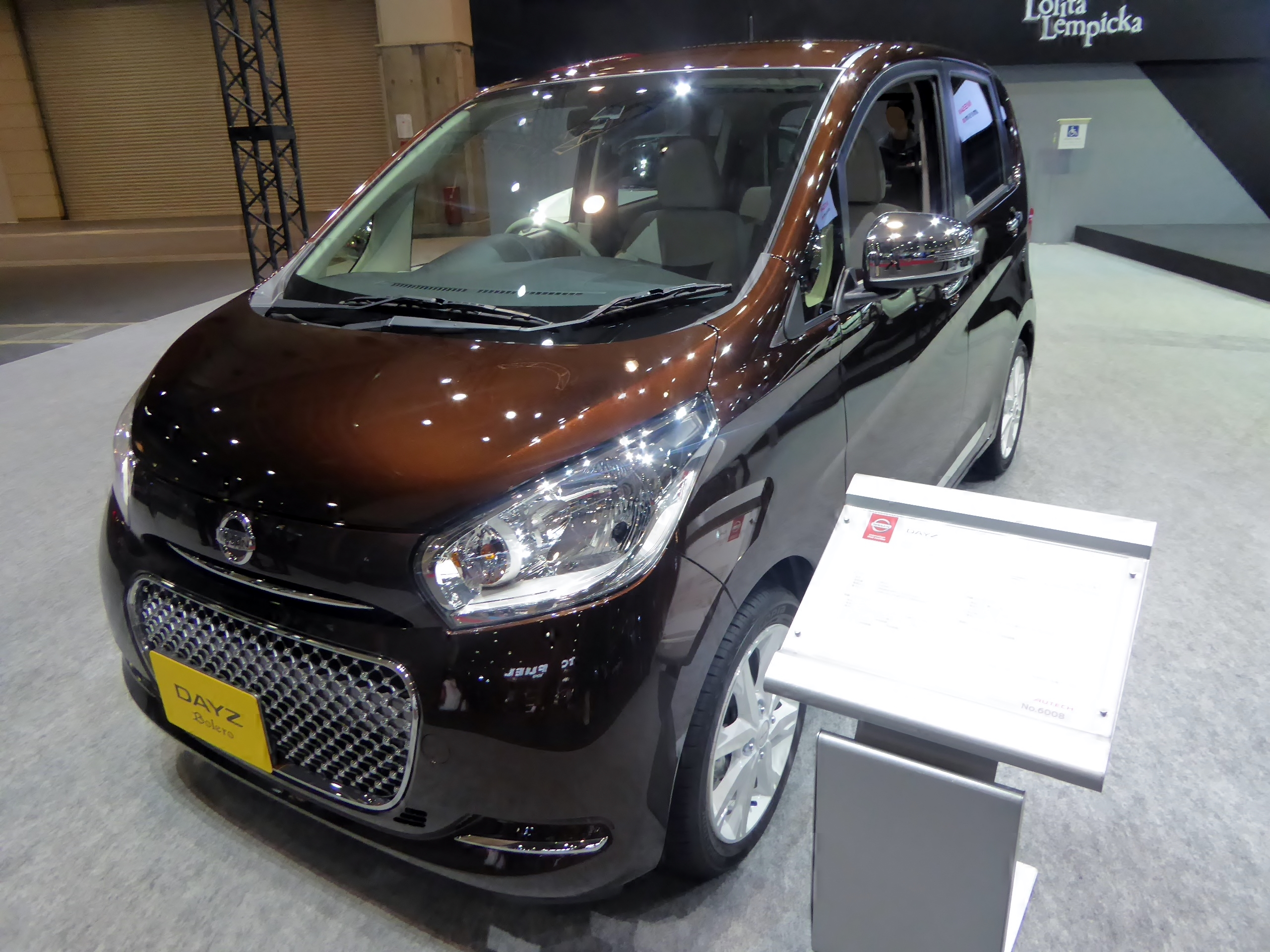
デイズ ボレロ （初代・AA0型）
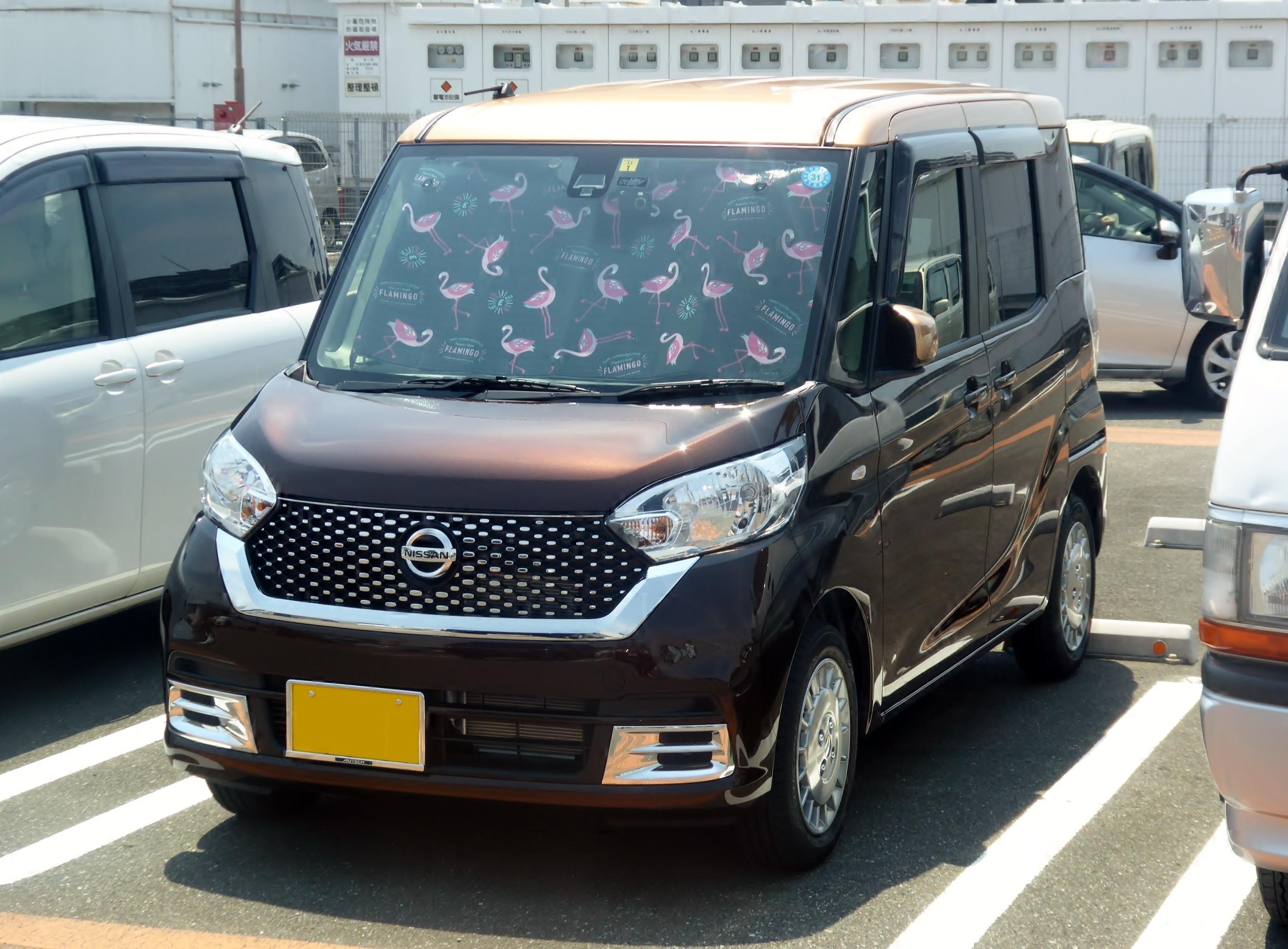
デイズルークス ボレロ

| 車名                          | 型式            | バリエーション | 備考 |
| ----------------------------- | --------------- | --- | --- |
| オッティ ライダー             | NA1 (H92W)      | | 2代目eKスポーツのOEMで三菱自動車工業製                                                                                  |
| キューブ ライダー             | Z10 Z11 Z12     | | ☆ Z10・後期のみ日産自動車の取扱                                                                                         |
| ノート ライダー               | E11 E12         | ブラックライン（E11・後期/E12・前/中期） ハイパフォーマンススペック（後期） | ☆ |
| ウイングロード ライダー       | Y11 Y12         | | |
| アベニール ライダー           | W11             | | |
| プリメーラワゴン ライダー     | WP12            | | |
| キューブキュービック ライダー | BZ11            | | |
| リバティ ライダー             | M12             | | |
| ラフェスタ ライダー           | B30             | | 2代目ラフェスタハイウェイスター（プレマシーのOEMでマツダ製）の登場により廃止                                            |
| セレナ ライダー               | C24 C25 C26 C27 | ライダーS（C25・前期/中期） パフォーマンススペック（C25・後期/C26） ハイパフォーマンススペック（C25・後期/C26） ブラックライン（C26） パフォーマンススペック ブラックライン（C26） | ☆ C25・後期以降は3ナンバー登録                                                                                          |
| プレサージュ ライダー         | U30 U31         | | |
| バサラ ライダー               | JU30            | | |
| エルグランド ライダー         | E50 E51 E52     | ライダーS（E51） パフォーマンススペック（E51・後期） ハイパフォーマンススペック（E51・後期、E52） ブラックライン（E52） ハイパフォーマンススペック ブラックライン（E52）           | ● |
| エクストレイル ライダー       | T30             | | |
| キャラバン ライダー           | E25             | | ロング・スーパーロング共に1ナンバー登録                                                                                 |
| デイズ ライダー               | AA0 (B21W)      | ブラックライン | ● eKカスタムの共同開発車で三菱自動車工業製                                                                              |
| デイズルークス ライダー       | BA0 (B21A)      | ブラックライン | ● eKスペースカスタムの共同開発車で三菱自動車工業製                                                                      |
| NV350キャラバン ライダー      | E26             | ブラックライン | 乗用（3ナンバー）登録のワゴンと商用（4ナンバー）登録のバンが設定されており、 バンは現行のライダーで唯一の商用車であった |

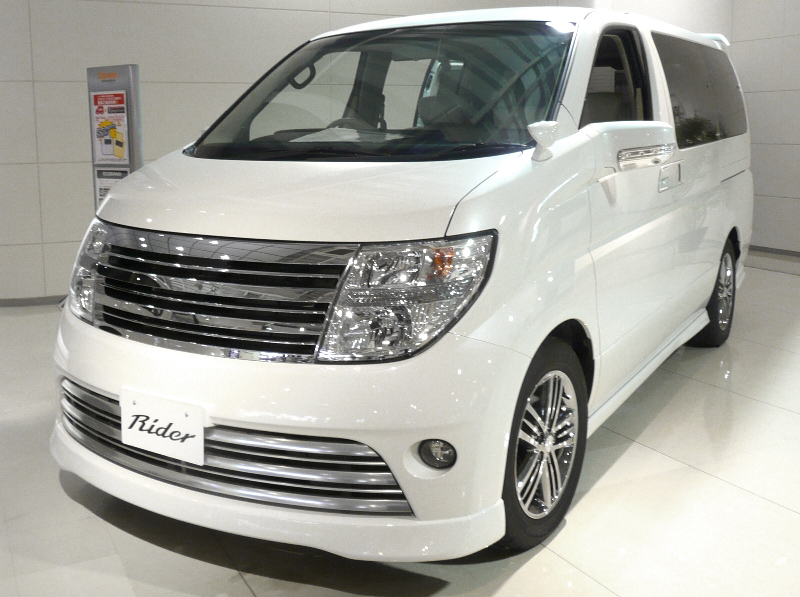
エルグランド ライダー/ライダーS （2代目・E51型）
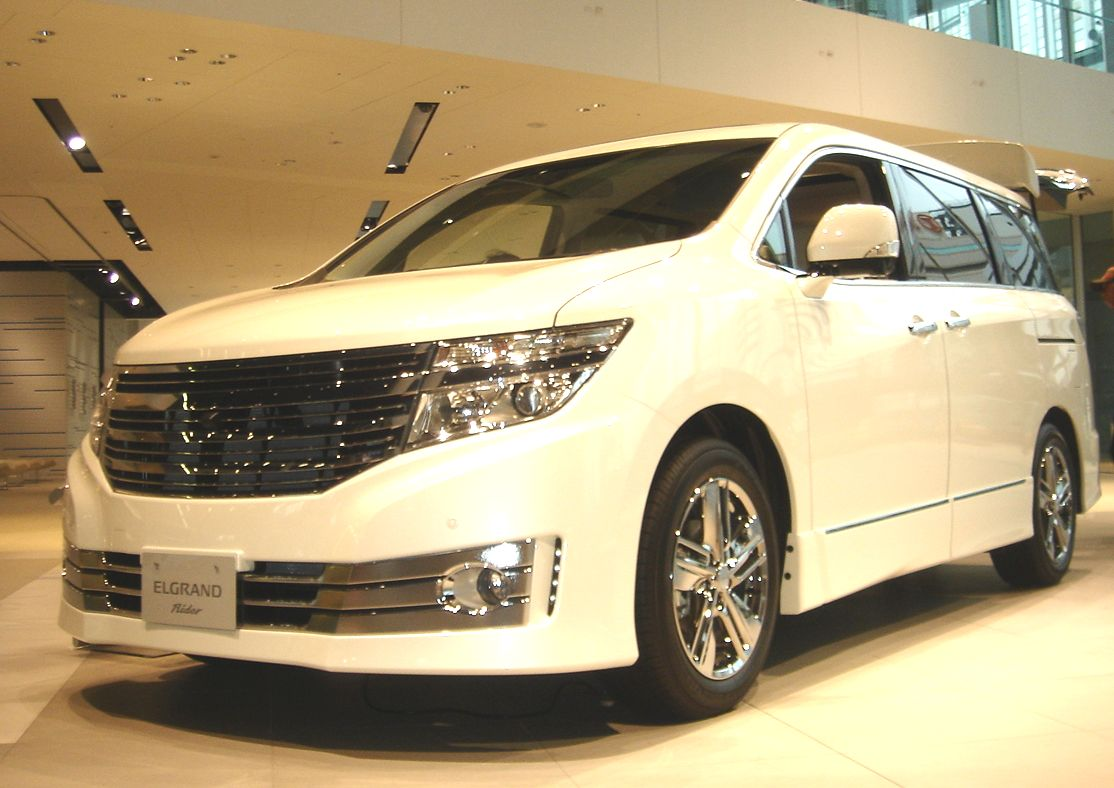
エルグランド ライダー （3代目・E52型）
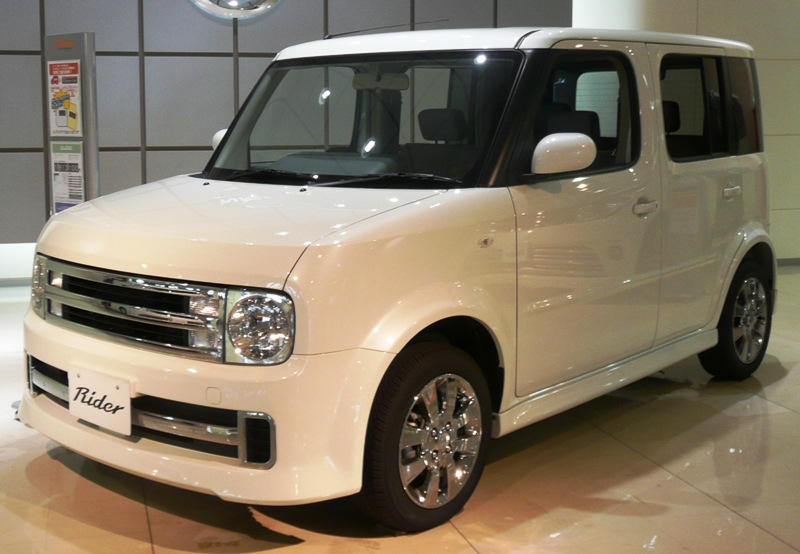
キューブ ライダー （2代目）
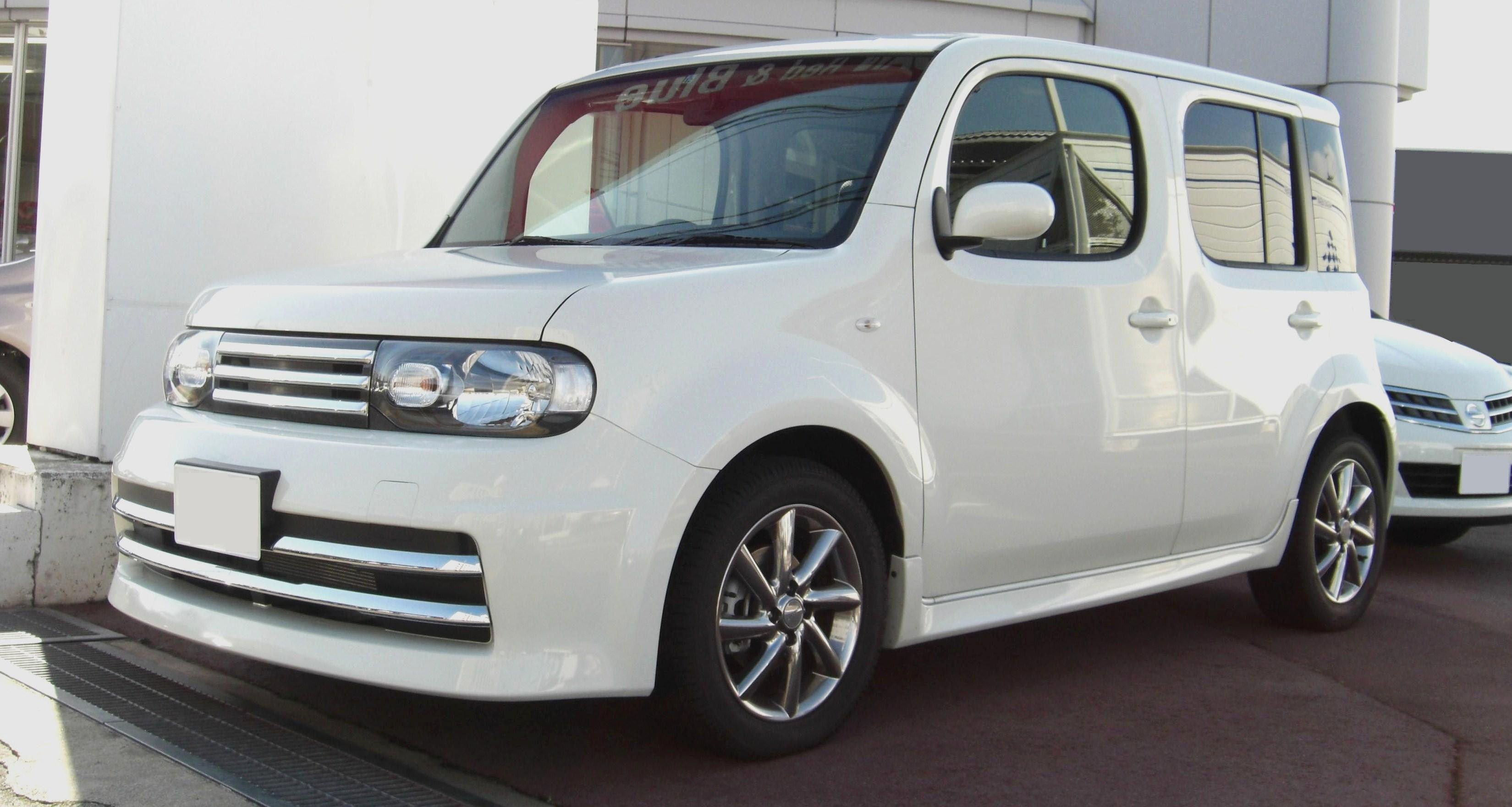
キューブ ライダー （3代目）
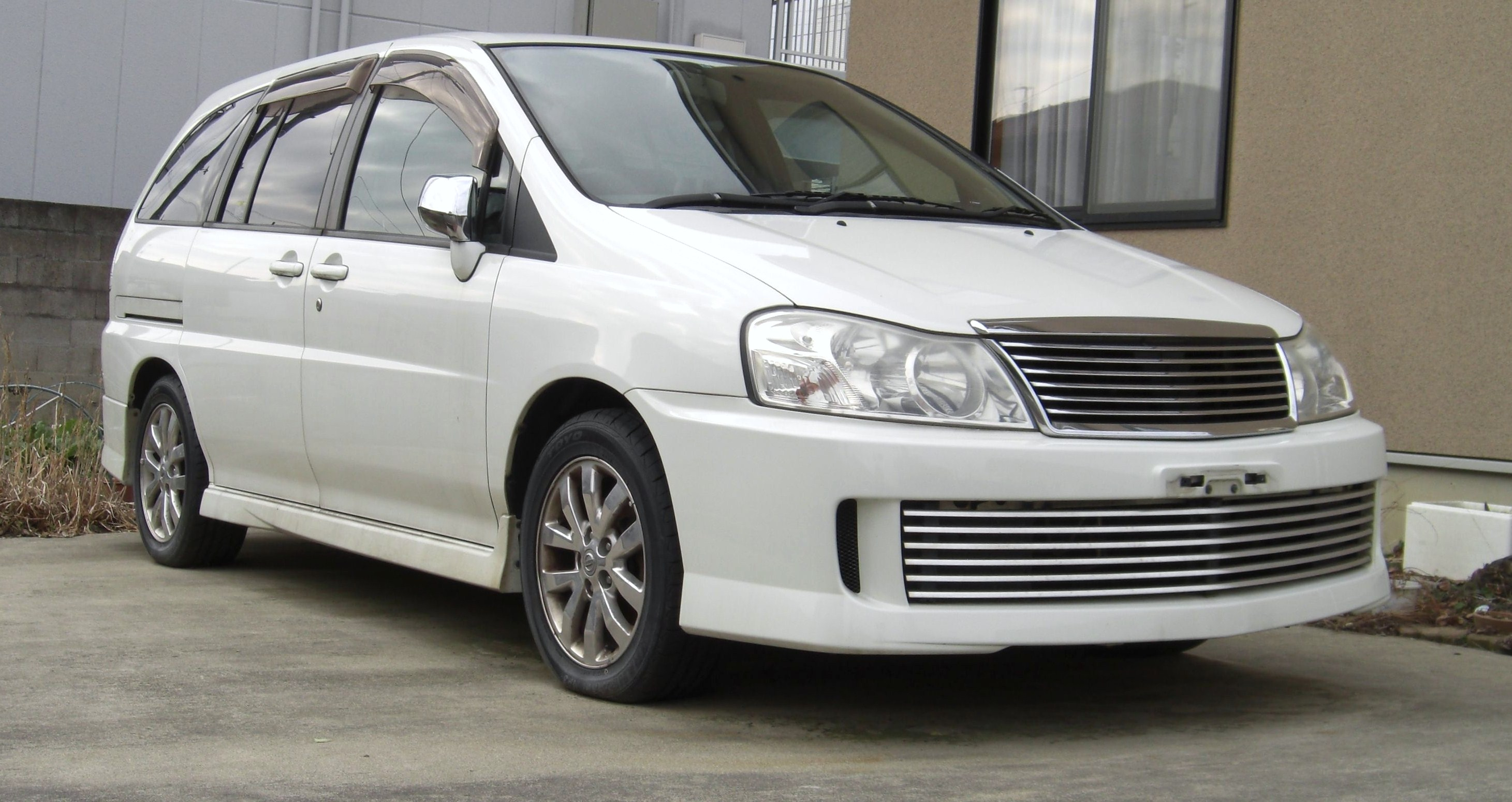
リバティ ライダー
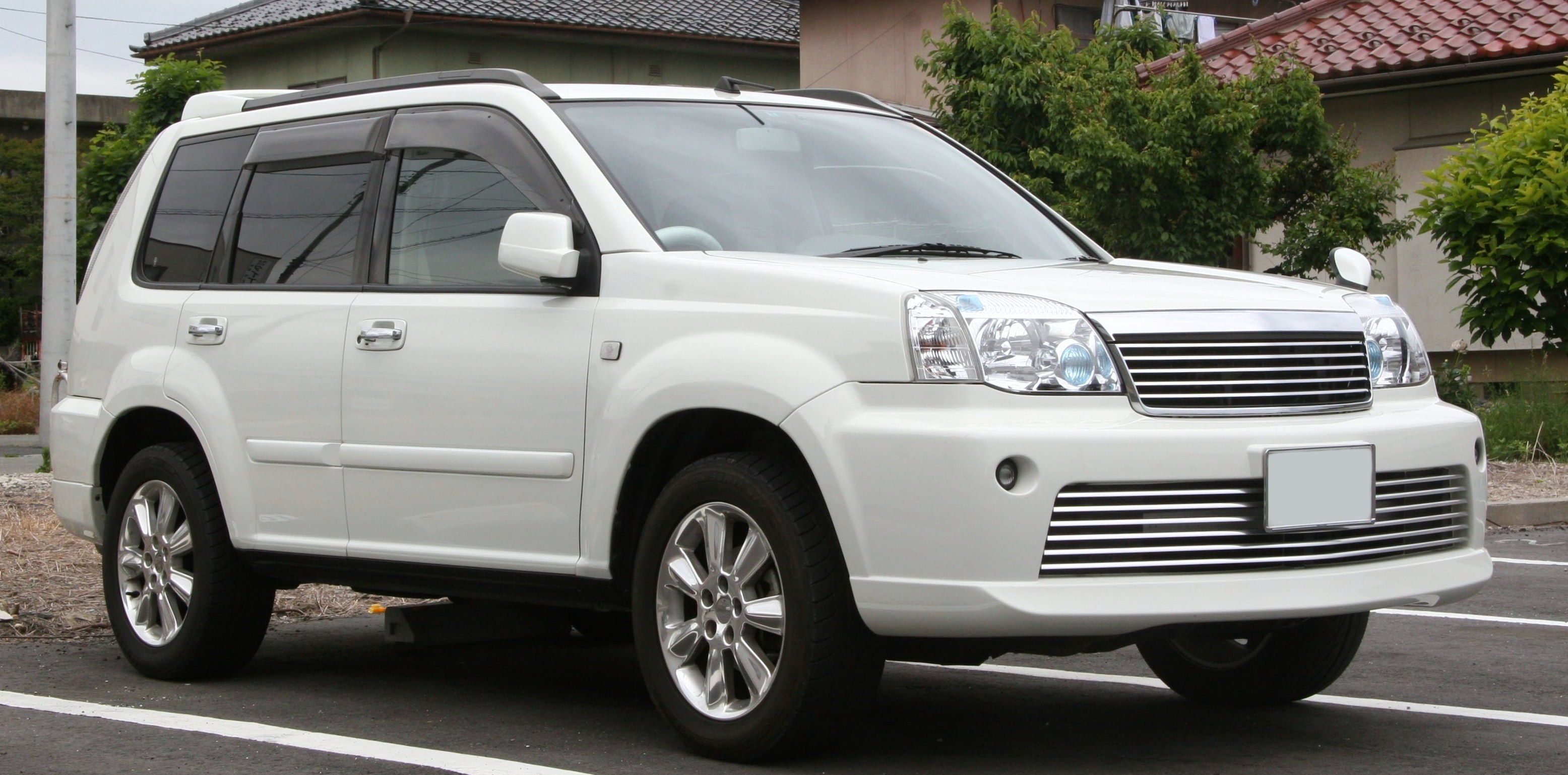
エクストレイル ライダー
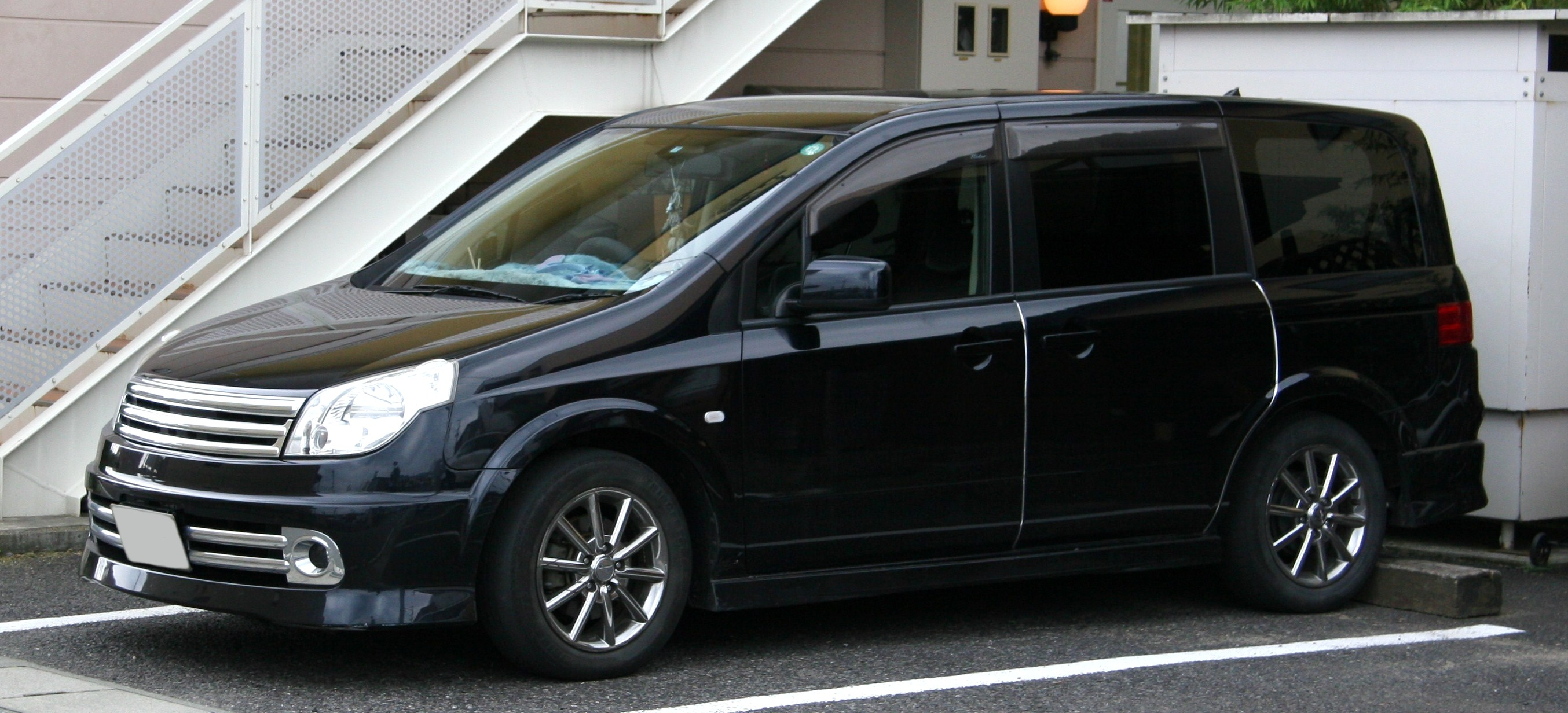
ラフェスタ ライダー
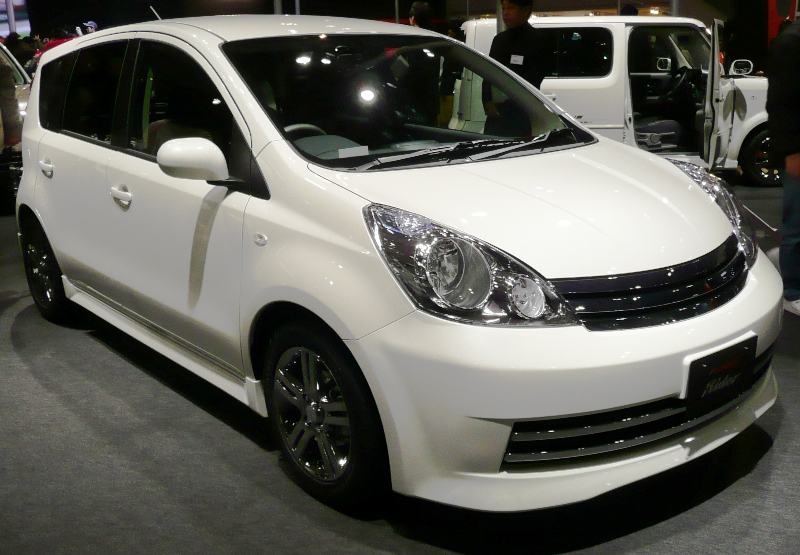
ノート ライダー/ライダーハイパフォーマンススペック （初代・E11型）
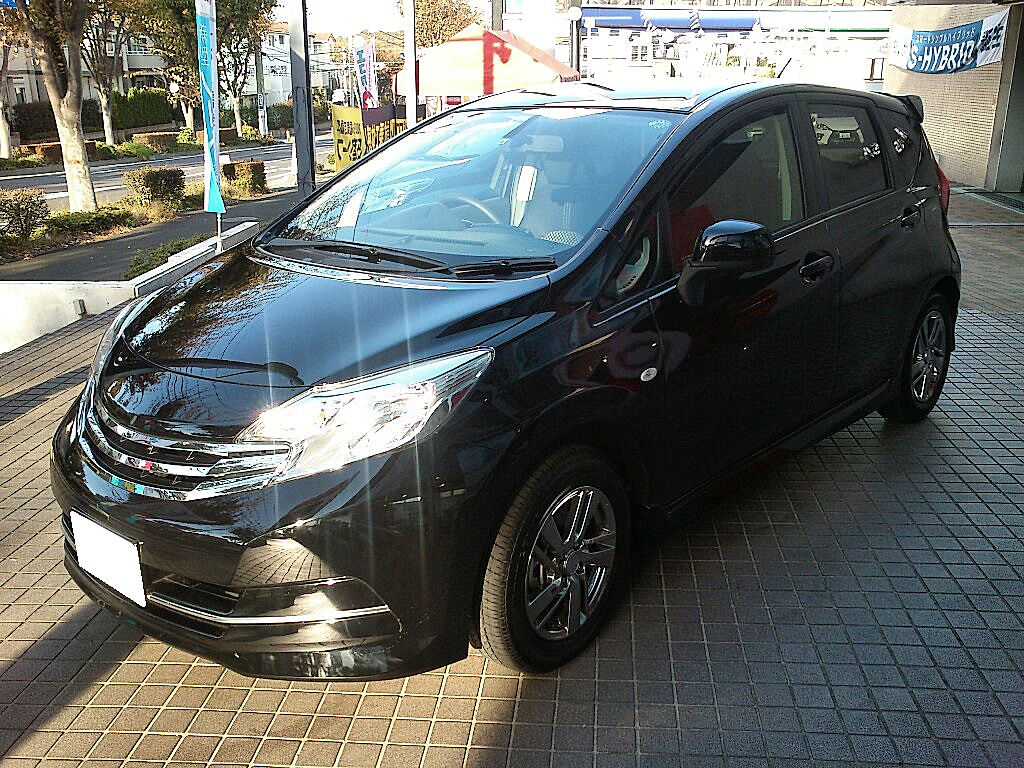
ノート ライダー （2代目・E12型）
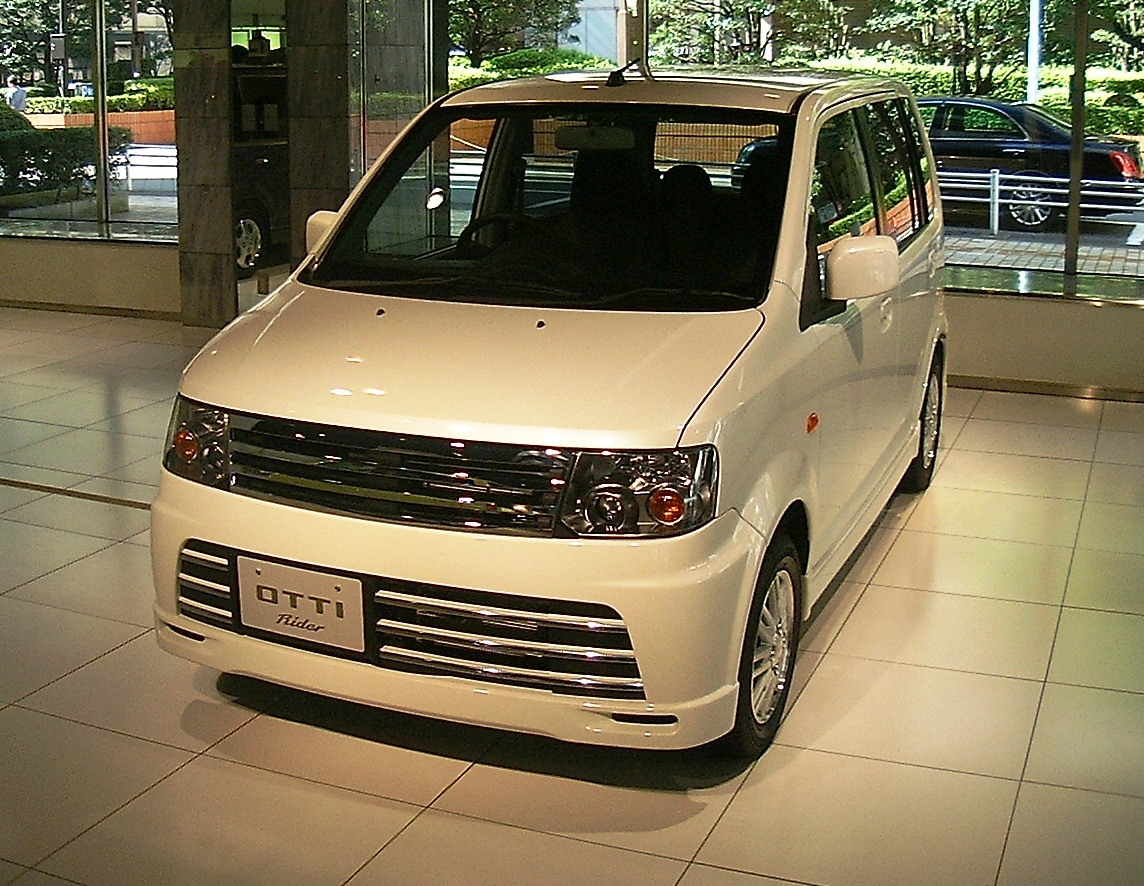
オッティ ライダー
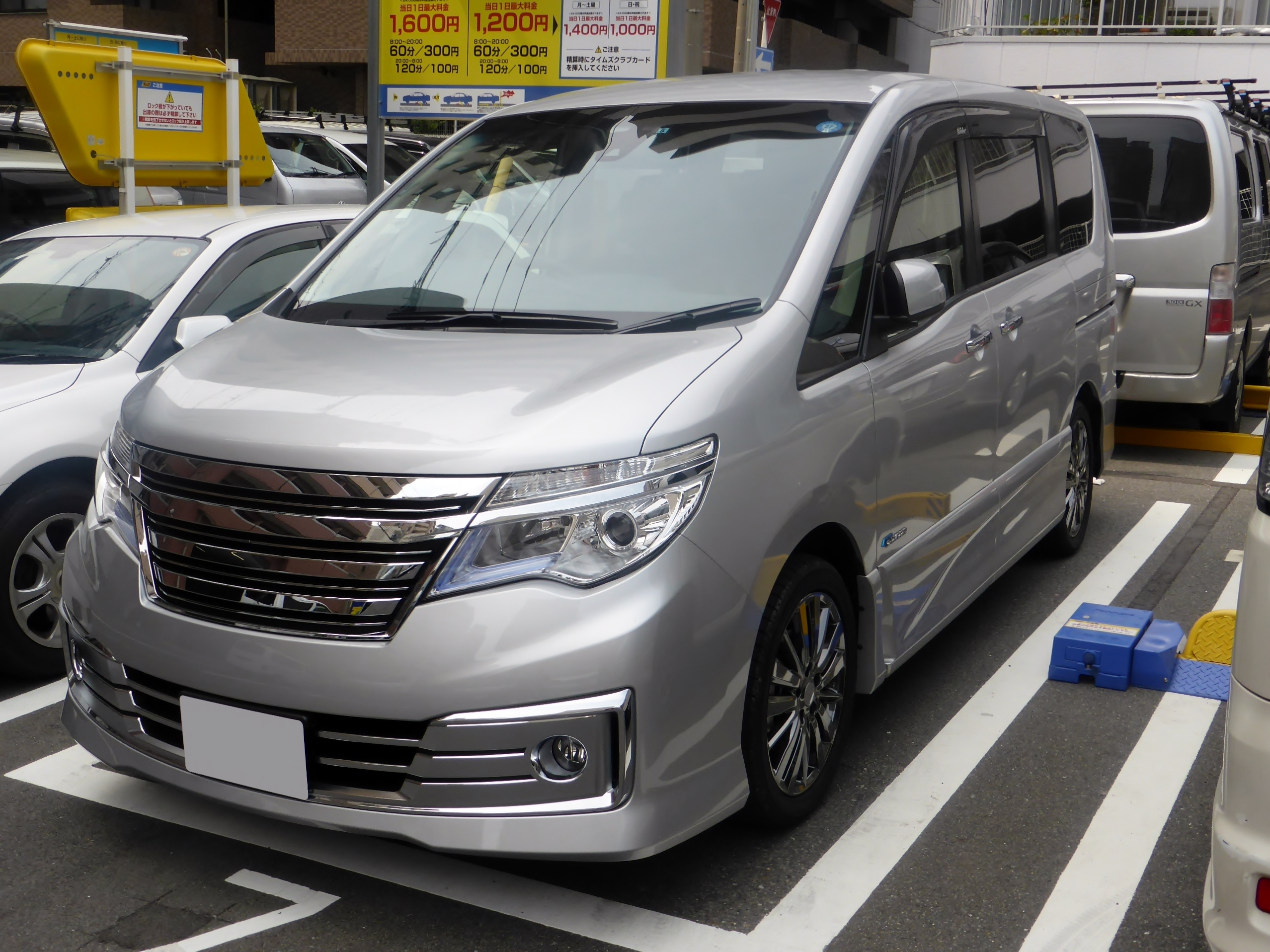
セレナ ライダー （4代目・C26型）
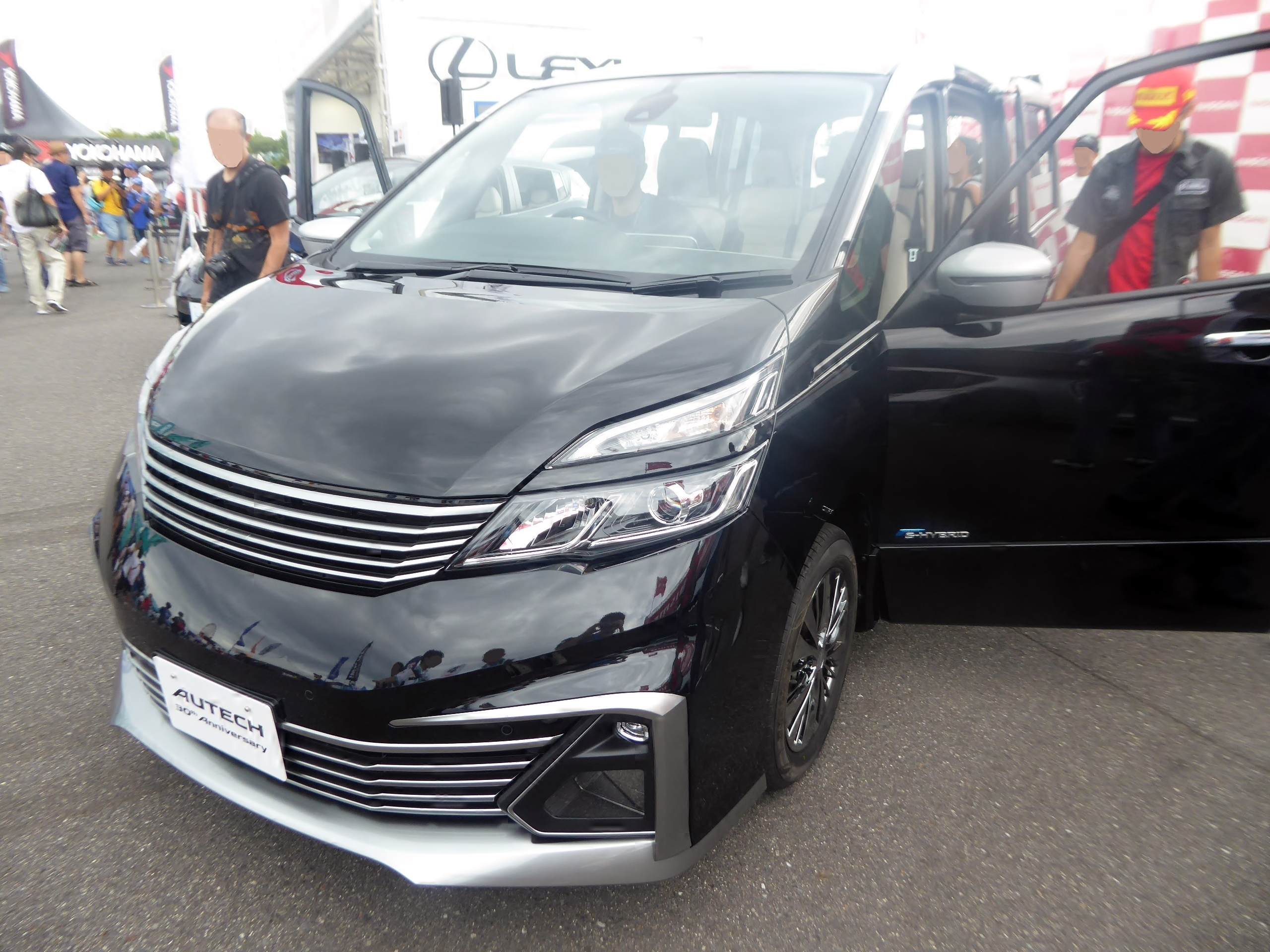
セレナ ライダー （5代目・C27型）
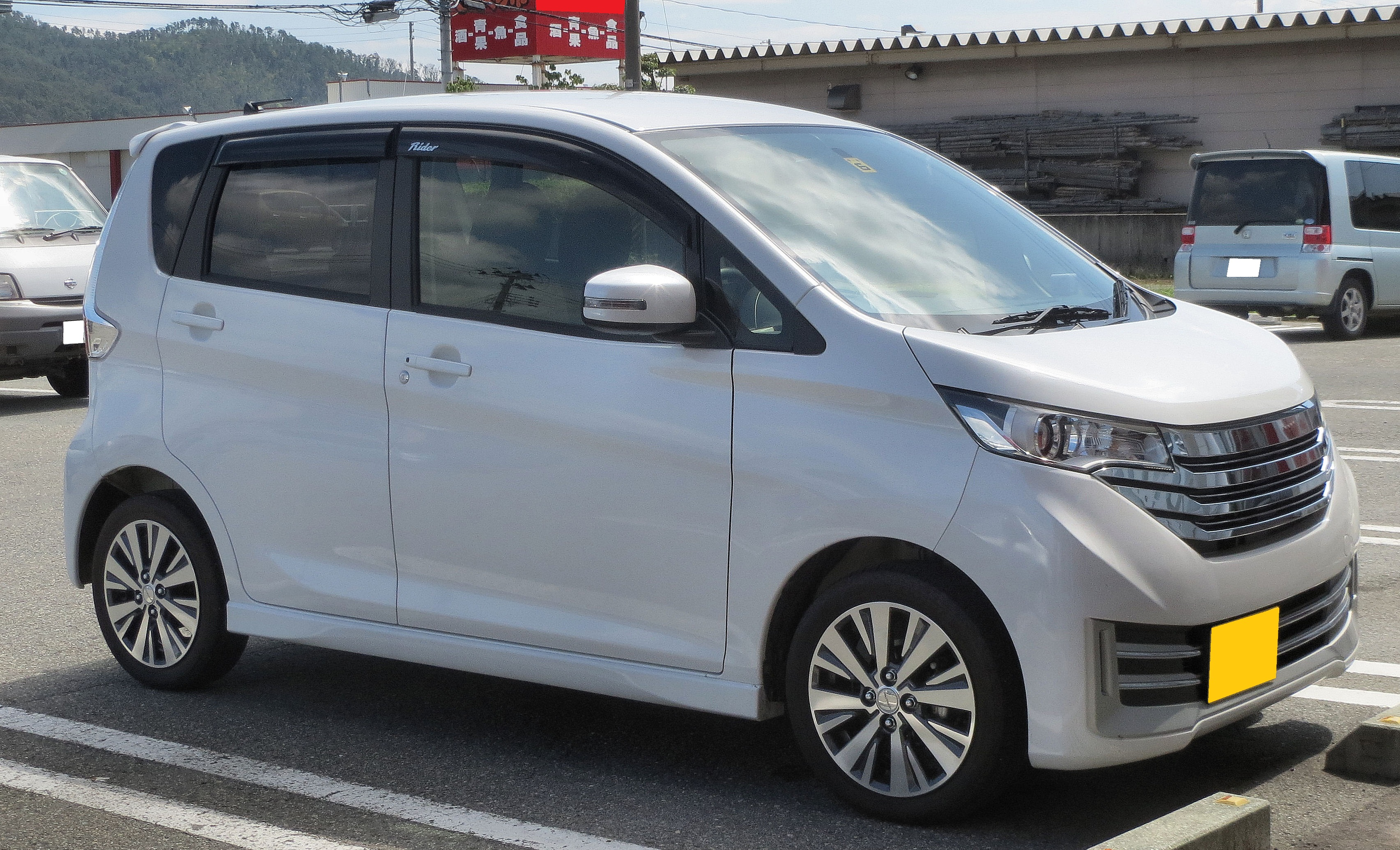
デイズ ライダー
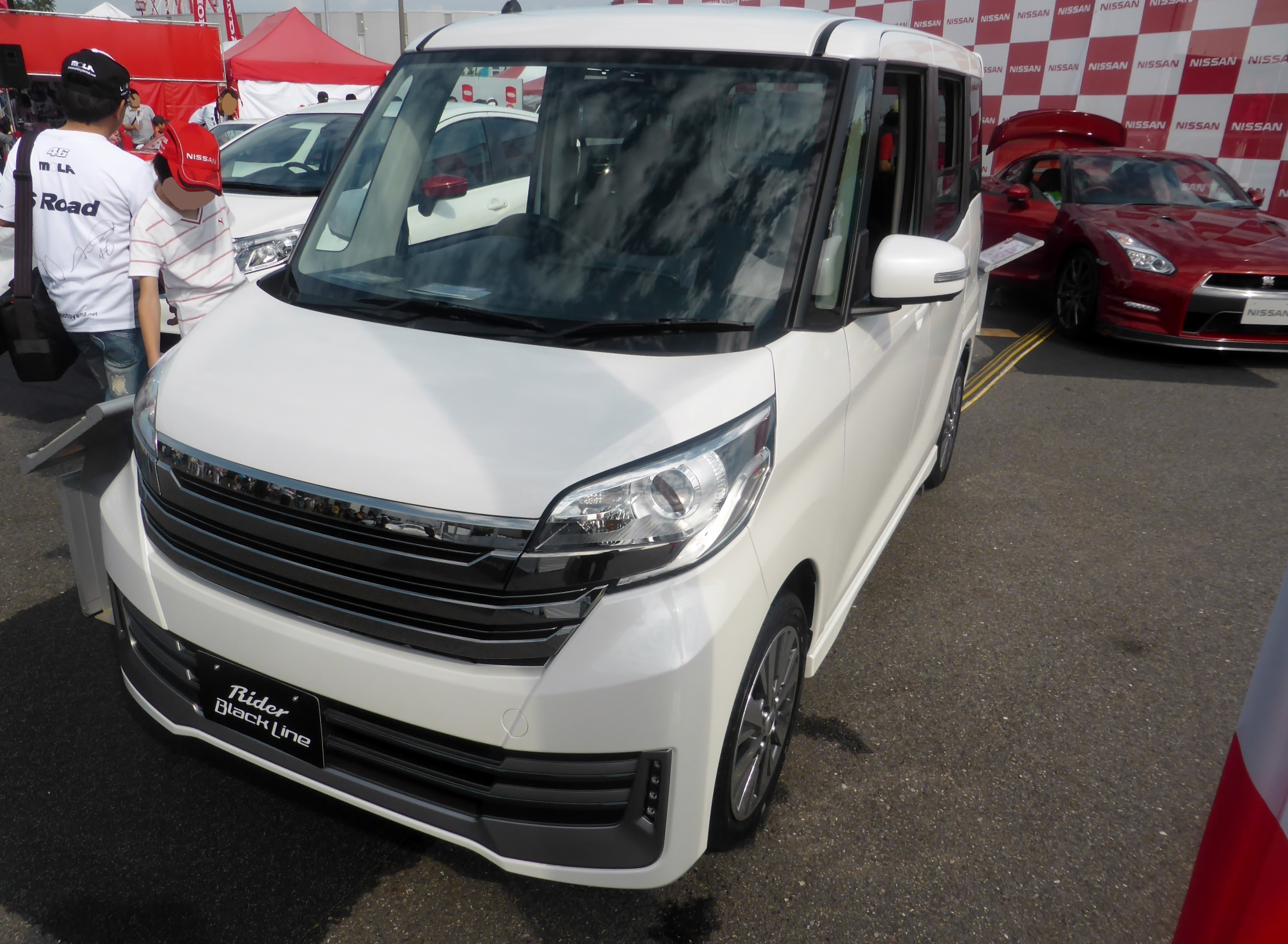
デイズルークス ライダー

### ボレロ

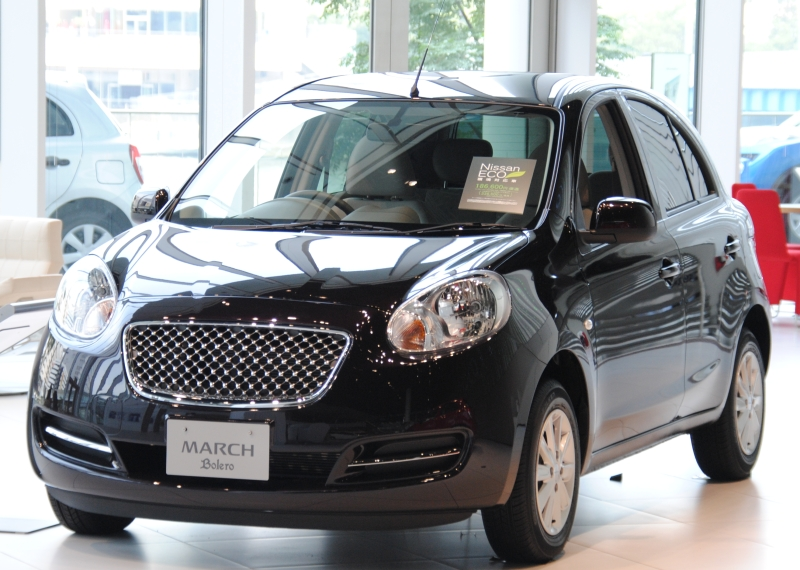
マーチ ボレロ

#### 特徴
オーテックジャパンによると「個性的で愛着のあるエレガントなスタイルを特徴としたカスタムカー」。具体的には特徴的なデザインのフロントグリルを始め、専用デザインとなる前後バンパー、専用に統一された色調や素材感に合わせた内装部品（ダッシュボード・シートトリム・内張等）の変更・専用アルミホイールの装着・専用車体色といった特別架装が施される。

#### 車種一覧

##### 現行車種
| 車名          | 型式      | 備考                                          |
| ------------- | --------- | --------------------------------------------- |
| デイズ ボレロ | AA1(B4#W) | 4代目eKワゴンとの共同開発車で三菱自動車工業製 |

- デイズ ボレロ
（2代目・AA1型）

##### 過去の車種
| 車名                  | 型式        | 備考                                           |
| --------------------- | ----------- | ---------------------------------------------- |
| マーチ ボレロ         | K11 K12 K13 |                                                |
| デイズ ボレロ         | AA0(B21W)   | 3代目eKワゴンとの共同開発車で三菱自動車工業製  |
| デイズルークス ボレロ | BA0(B21A)   | 初代eKスペースとの共同開発車で三菱自動車工業製 |

- デイズ ボレロ
（初代・AA0型）
- デイズルークス ボレロ

### アクシス

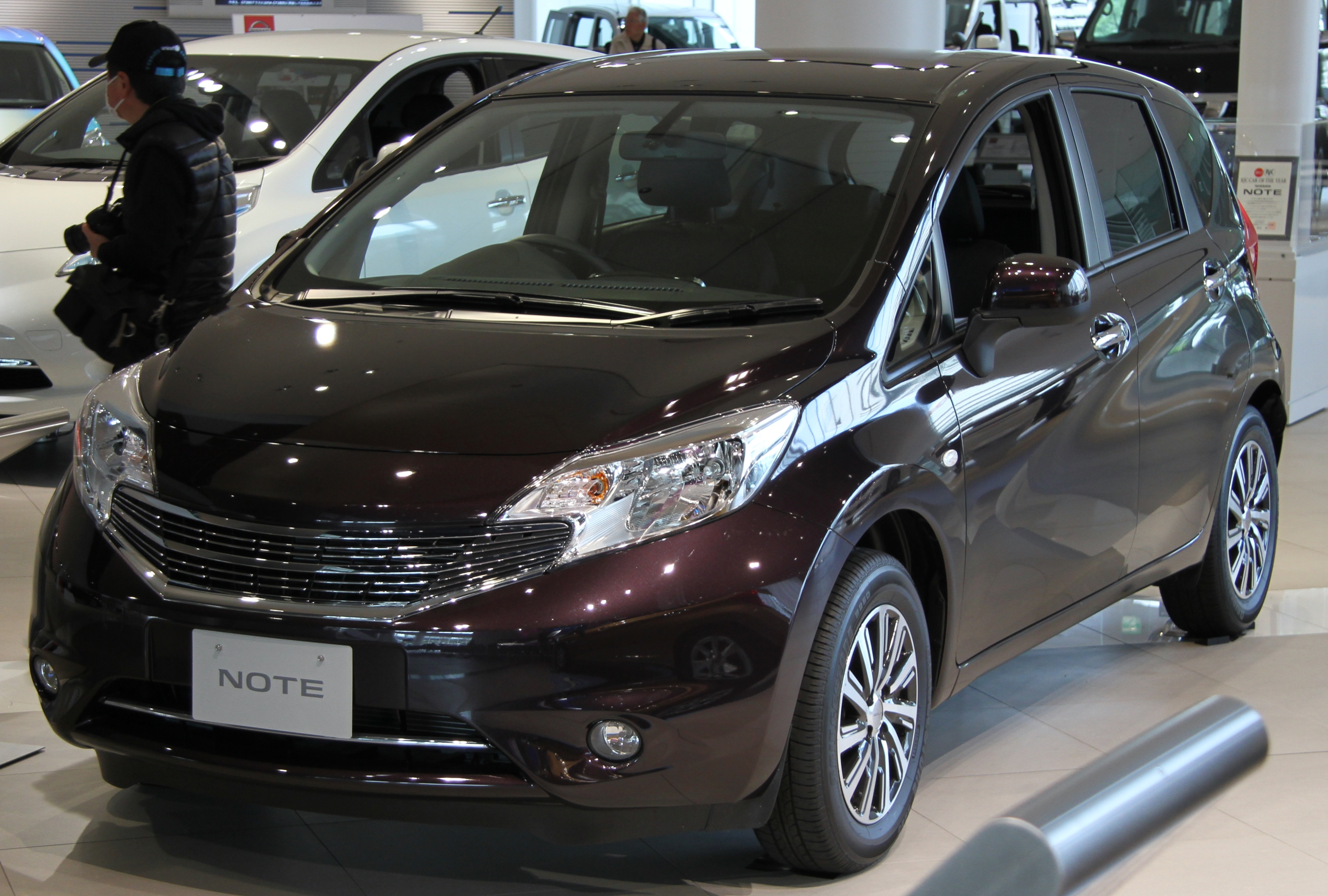
ノート アクシス

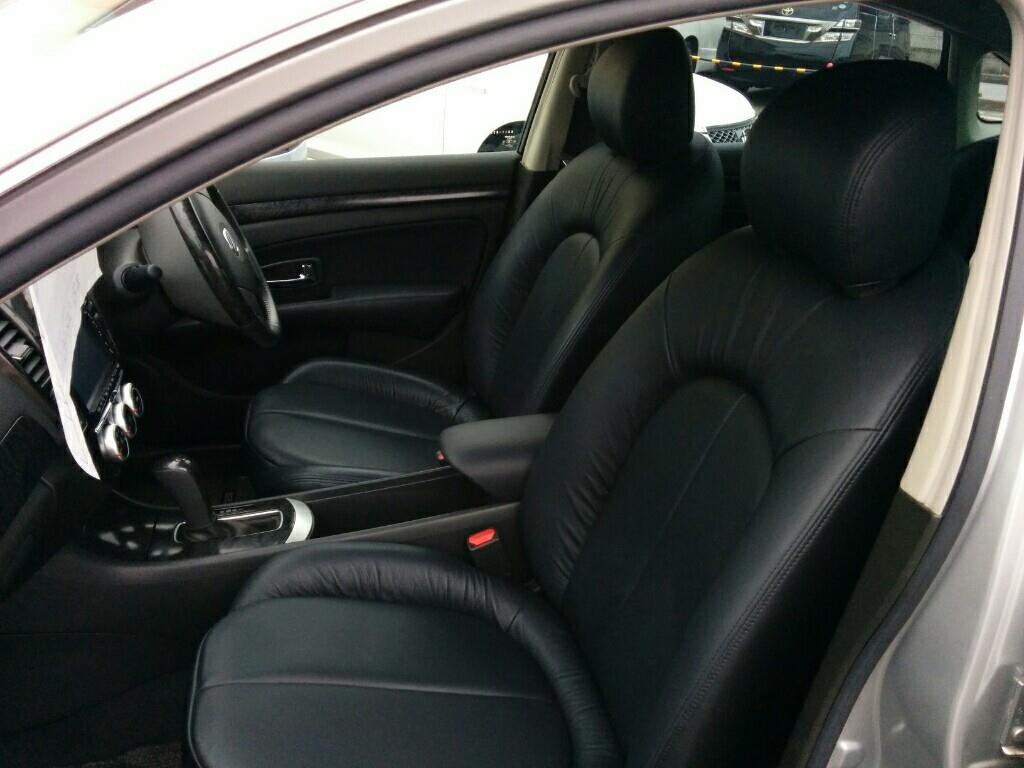
アクシスの特徴のひとつである本革シート
（車種はブルーバードシルフィ　アクシス）

#### 特徴
現在の定義は「高級志向モデル」であり、日産CIマークの付かない専用フロントグリルを装着し、本革シートと専用化粧パネルに張り替え、専用デザインのアルミホイールに履き替えている事などが特徴だが、過去にはこの定義に沿っていないモデルもある（プレサージュ、バサラ、ルネッサ、ウイングロードは本革シートでは無い）。また、ティーダとエクストレイルにはパフォーマンススペック（詳細は日産・ライダーを参照）が用意されていた。
最初のモデルはルネッサ。2018年4月17日にキューブが仕様変更したことに伴い、販売を終了した。

#### 車種一覧

##### 過去の車種
| 車名                          | 型式    | 備考                                        |
| ----------------------------- | ------- | ------------------------------------------- |
| キューブ アクシス             | Z11 Z12 | Z11は後期のみ。                             |
| ウイングロード アクシス       | Y12     |                                             |
| ノート アクシス               | E12     | 前期・中期のみ。                            |
| ティーダ アクシス             | C11     |                                             |
| ティーダラティオ アクシス     | SC11    | 前期のみ。                                  |
| エクストレイル アクシス       | T31     | 前期のみ。                                  |
| バサラ アクシス               | JU30    | 前期のみ。                                  |
| プレサージュ アクシス         | U30     | 前期のみ。                                  |
| プレーリーリバティ アクシス   | M12     |                                             |
| ステージア アクシス           | M35     |                                             |
| セレナ アクシス               | C25     | 前期のみ。                                  |
| ルネッサ アクシス             | N30     |                                             |
| ティアナ アクシス             | J31 J32 | J31は4WD非設定。                            |
| ブルーバードシルフィ アクシス | G11     | シリーズで唯一、登場から終了まで4WD非設定。 |

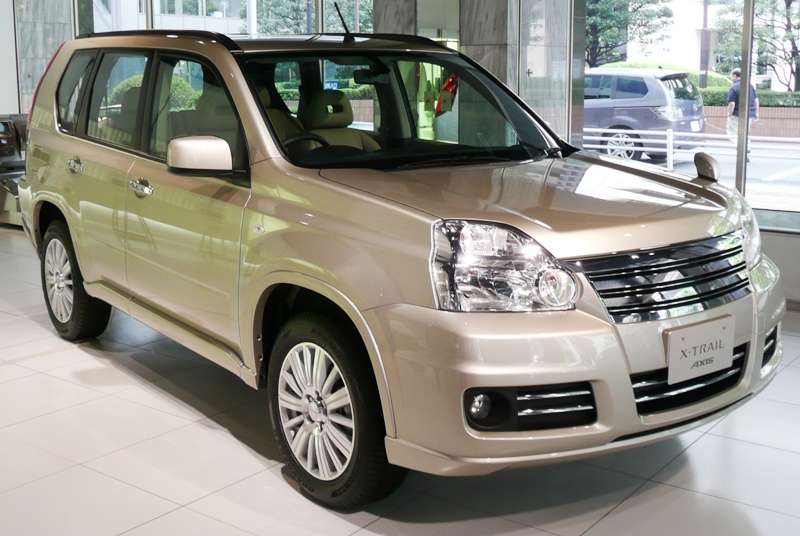
エクストレイル アクシス
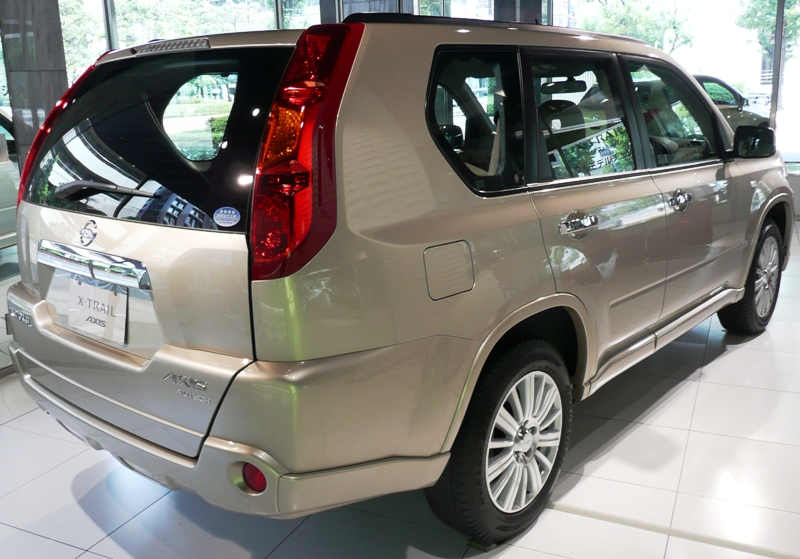
エクストレイル アクシス（リア）
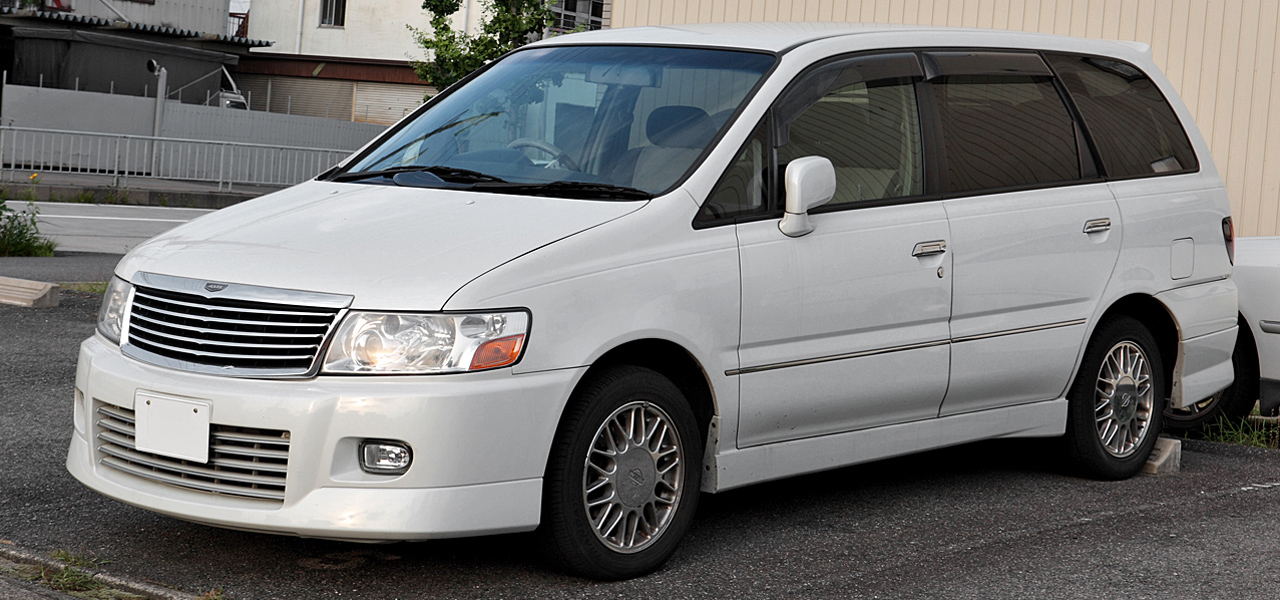
バサラ アクシス
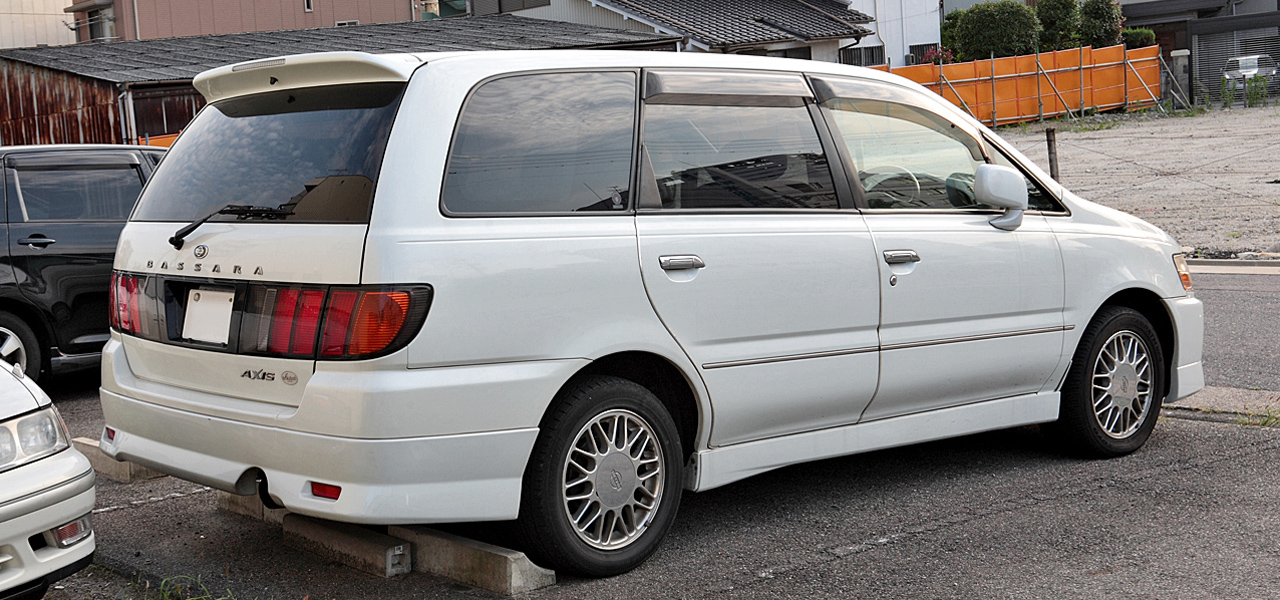
バサラ アクシス（リア）
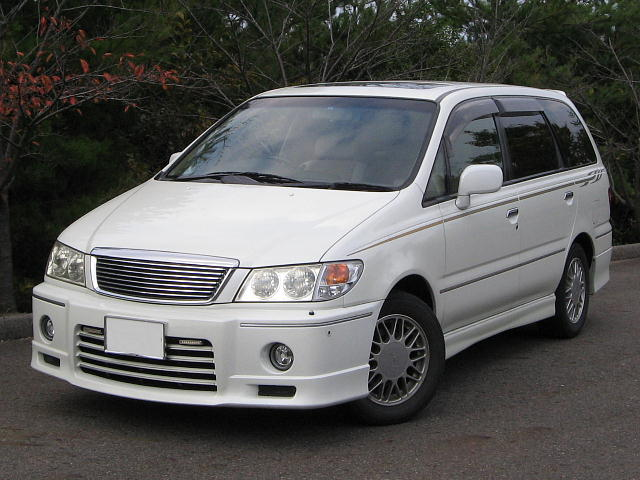
プレサージュ アクシス
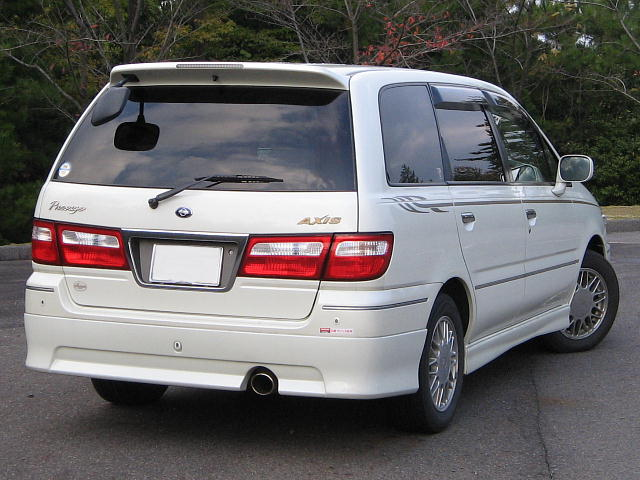
プレサージュ アクシス（リア）
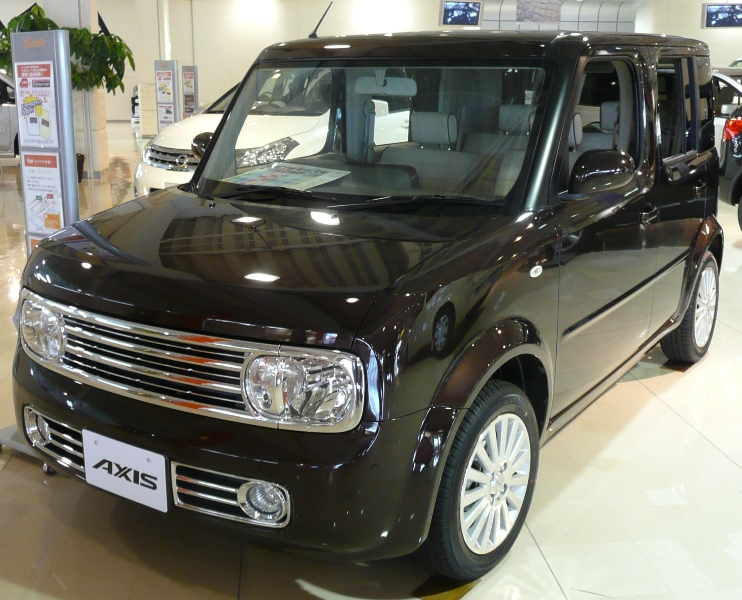
キューブ アクシス（2代目）
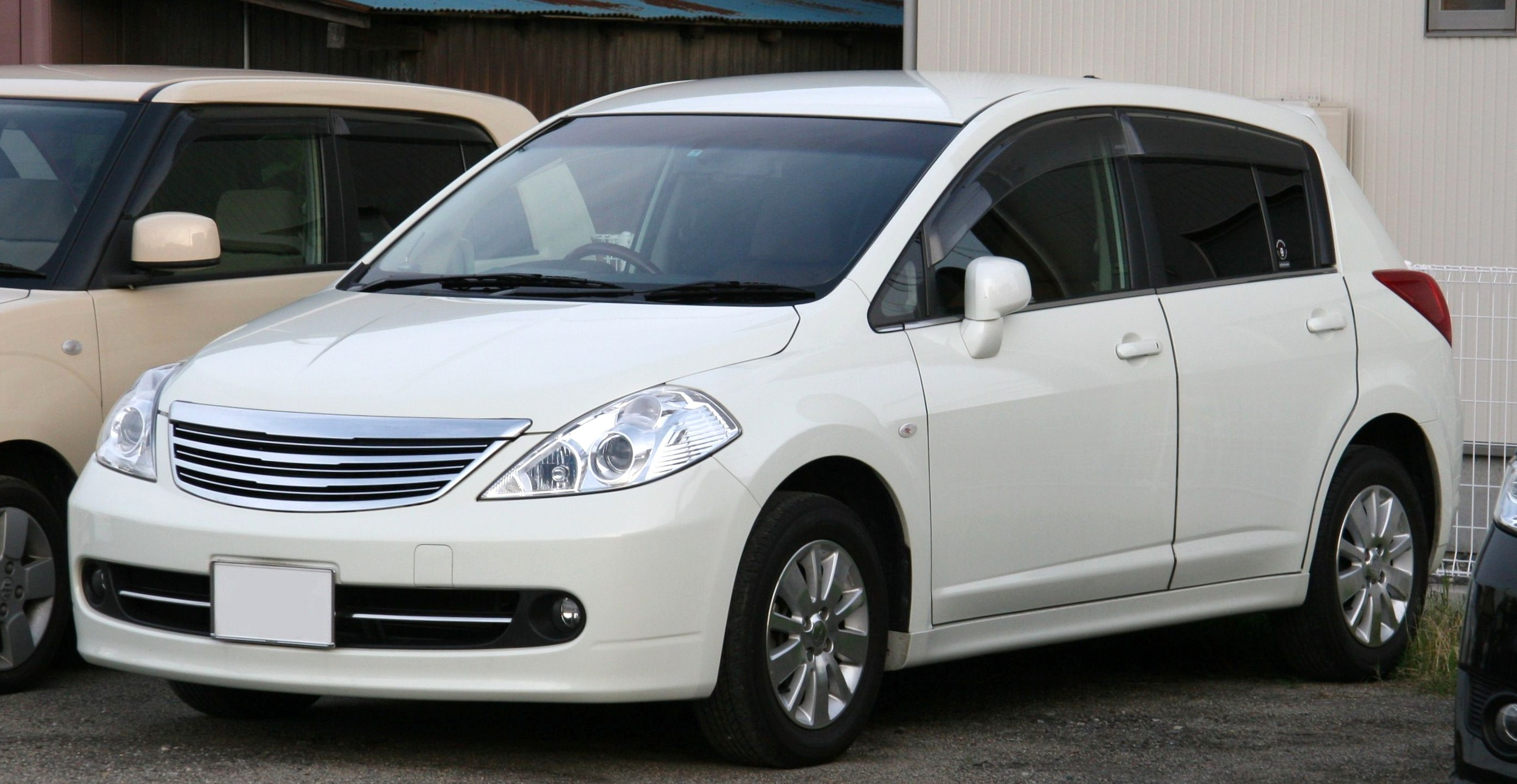
ティーダ アクシス
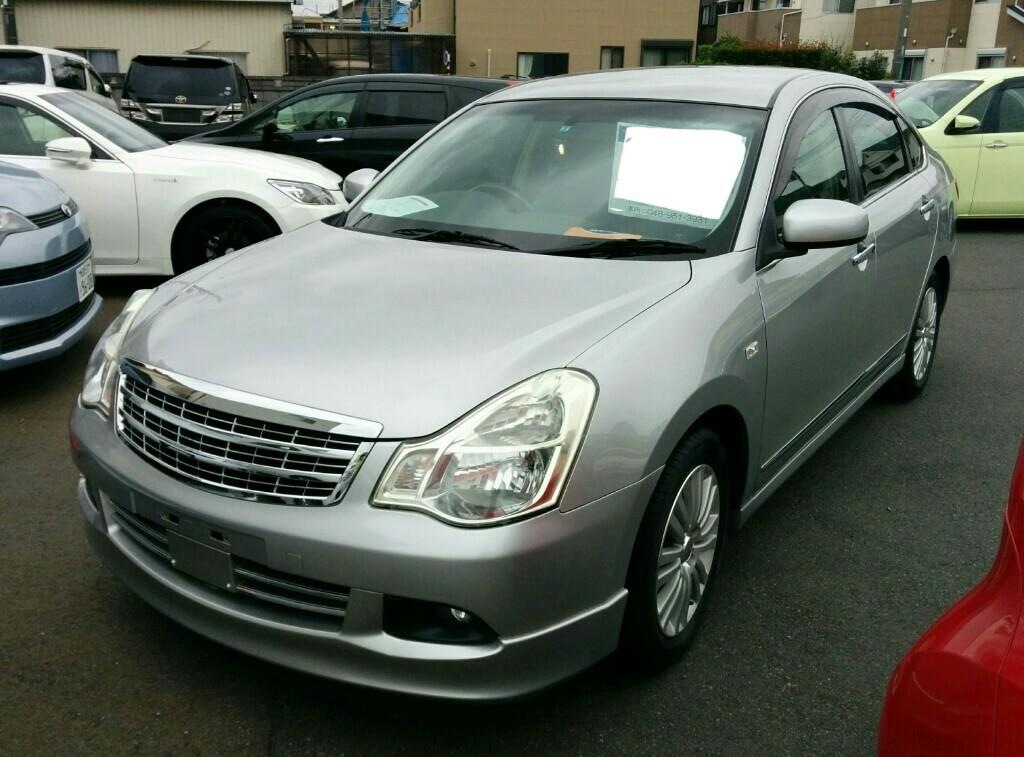
ブルーバードシルフィ アクシス
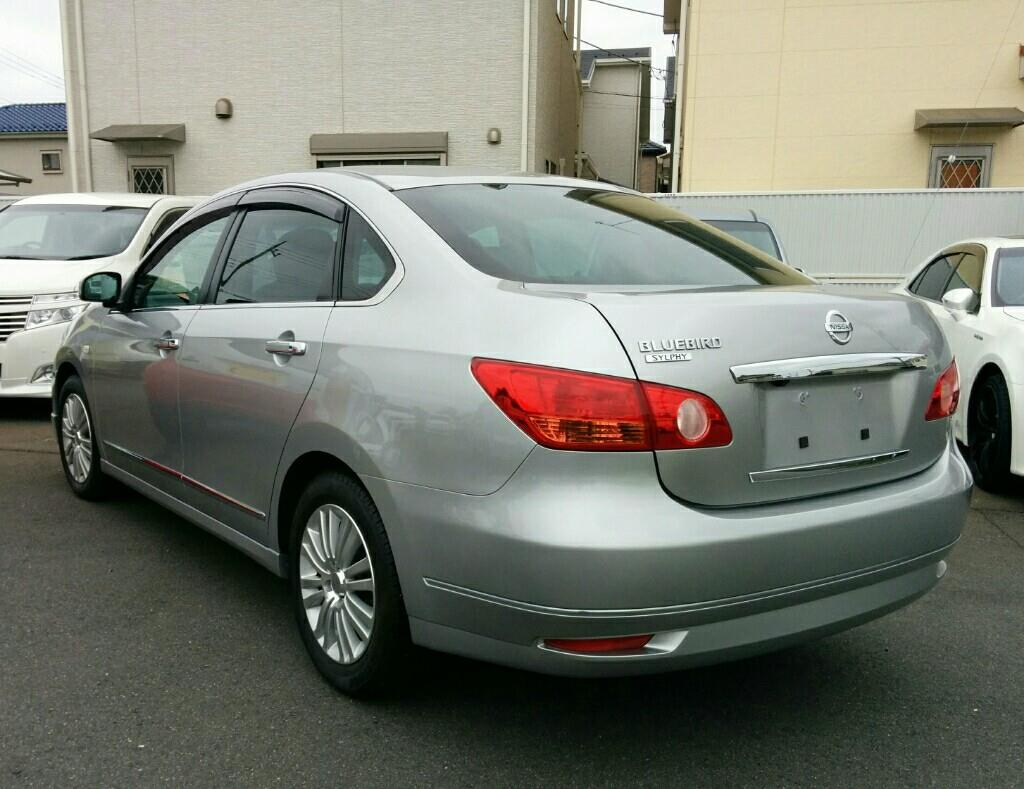
ブルーバードシルフィ アクシス（リア）

### その他車種一覧
VIP
- フーガ
- シーマ
- エルグランド

エアロスタイル
- リーフ

Sツーリング
- シルフィ

クロムギアパッケージ
- NV350キャラバン

プレミアムGX
- NV200バネット

エクストリーマーXシリーズ
- エクストレイル

マルチベッド
- NV200バネット
- セレナ[5]

## 福祉車両
主に体が不自由な乗員に対する架装が施される。具体的にはシートが昇降・回転したり、1BOX車やミニバンの後席入口の足元の段差を埋めるステップの追加等で車への乗り降りの負担を軽減したり、スロープやリフト装置を取り付ける事で車椅子に乗りながら、車への乗り降りが出来る様にしたもの、下肢が不自由なドライバー向けに足を使わず運転可能な手動運転装置（ドライビングヘルパー）の架装である。また、病院や福祉施設などの団体による患者や利用者の送迎業務向けの架装もここに含まれる。
なお、オーテックジャパンおよび日産自動車では福祉車両に対し「ライフケアビークル」の呼称も併用している。

### 車種一覧
ライフケアビークル(LV) シリーズ
- 回転シート（シートが外向きに回転する）
- スライドアップシート（シートが車両の外へ出っ張る形で回転・昇降する）
- アンシャンテ（送迎仕様車）
- ドライビングヘルパー
- チェアキャブ（車いす仕様車）

## 商用特装車
主にトラックやバンなどが特装ベース車となり、福祉関係以外の商用利用向けに架装が施される。具体例はトラックの荷台に対しダンプ機構や冷凍庫（冷凍車、保冷車等）を取り付けたりテールゲートを昇降機構付の物に取り換える（リヤゲートリフター等）、バンに専用シート等を取り付け幼稚園や保育園向けの送迎車にする等がある。一部の車種においては商用特装車のシリーズの名称を「ワークユースビークル」としている。
- キャラバン ワークユースビークル/幼児通園専用車
- アトラス 特装車シリーズ
- NT100クリッパー 特装車シリーズ
- NV200バネット ワークユースビークル
- 放送中継車
- 福祉トイレカー

## その他
裕隆日産汽車との共同開発
- セントラエアロ（開発のみ。台湾市場専売。パーツ自体は上述のシルフィSツーリングと同一）
- 「カスタムカー」「福祉車両」「商用特装車」の別に関わらず、オーダーメイドによる特装車の製作を行う。

## 過去の製造車種一覧

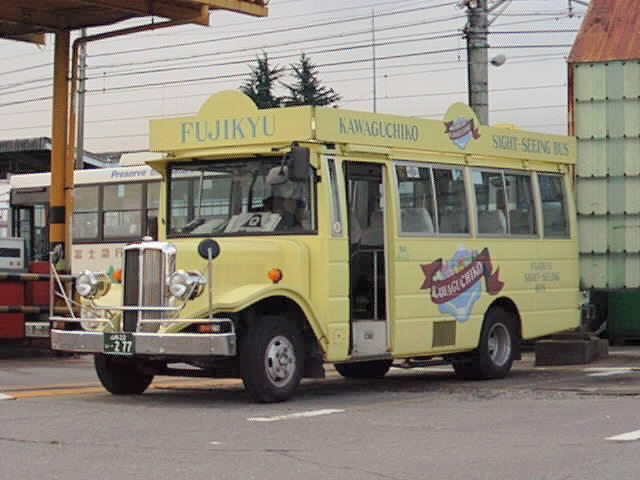
クラシックバス

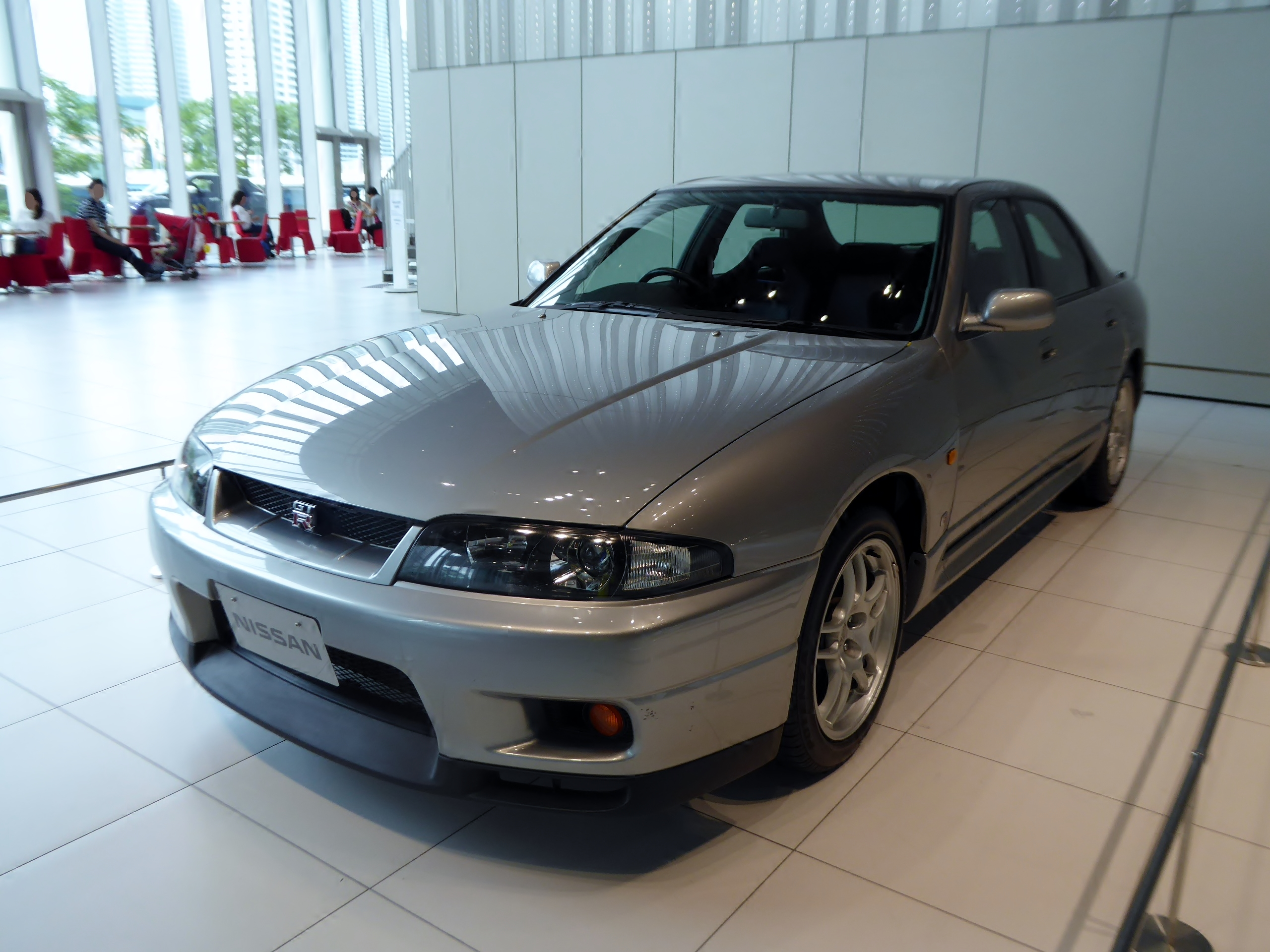
R33GT-Rオーテックバージョン

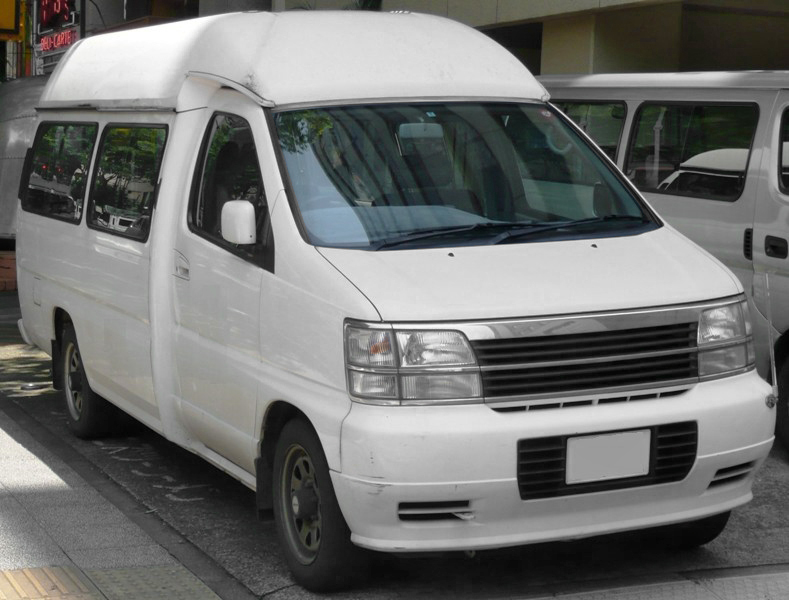
エルグランドジャンボタクシー

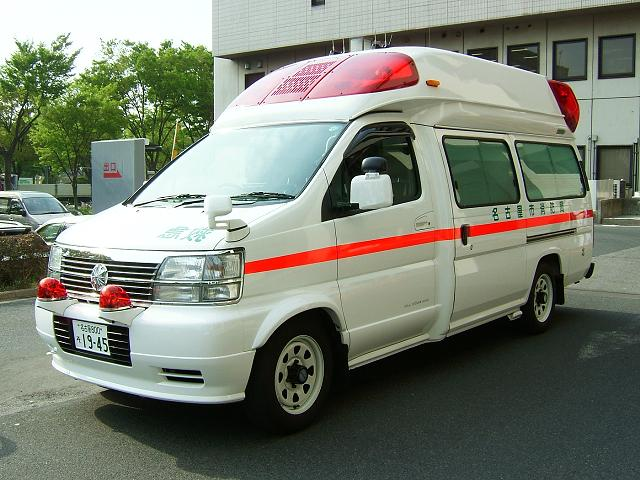
パラメディック

ロイヤルリムジンシリーズ（ストレッチリムジン車）
- セドリック・グロリア　ロイヤルリムジン

Y31セダン型V6・3000ターボ　ブロアムVIPがベース。Y31型発表時の目玉として発売された。昭和62年7月〜平成2年頃まで生産・G50プレジデントロイヤルリムジンにランクアップした後、Y31型ベースの改造車はブロアムVIP-L・ブロアムL（後の150Lセダン）に変更され、都市部のハイヤー等に使用された。
- ブロアムVIP-L・ブロアムL 150L（Y31セドリックセダン）

グロリアセダン終了まで生産（リアドア部の150MMストレッチリムジン車輌）。
- プレジデント・ロイヤルリムジン

4500ロング・タイプDがベース（後にロング・ソブリン）。G50型プレジデント登場後、車格が逆転した“セドリック・グロリア　ロイヤルリムジン”に代わり、新たに発売されたストレッチリムジンである。販売価格もセド・グロ時代よりも大幅に上昇している。
当時のバブル景気に伴い、セド・グロ時代を含め、かなりの台数が販売された様である。現存数も多い。
この車輌の販売数に刺激され、トヨタ自動車からセンチュリーリムジン（関東自動車製）や、三菱自動車からデボネアVリムジン（名古屋三菱・ディーラー特注）/デボネアV150・デボネア150（三菱内製）/デイグニティ（現代自動車製）が発売された。
- キャラバン・ホーミー　エルグランド・ロイヤルライン

初代・3200タイプX、また2代目・3500・VIPをベースとする。
リア第2・3列座席を撤去した上で、新たに旅客機のファーストクラスシートを左右に1脚ずつ装着。全席とリア席の間にはパーテーションを装着し、リアTV/VTR・FAX・冷蔵庫・PCテーブル等を装備した車輌である。
日産自動車の社長専用車として採用され、プレジデントと交代で使用されていた様である（現在の社長専用車はエルグランドVIP及びシーマ）。
- ブルーバードシルフィ・ブロアム

2代目登場時に設定されたグレードで、通常のシルフィと比べ、後部座席の装備等、グレードアップが図られた。
以前販売されていたセドリックセダンの後継車輌として発売されたが、ベース車輌から50万円以上高価だったため、ターゲットユーザーである官公庁・法人層には受けず、2年後のマイナーチェンジ時に廃止された。
その他
- ハイウェイスターシリーズ（セレナ、ラルゴ）
- AUTECHシリーズ
- スカイライン・オーテックバージョン（R31〜R33）
  - R31は、GTS-Xをベースに等長エキマニ、大型タービン装着で出力を向上。専用カラーとボルク社製アルミホイールが外観上の特徴。200台限定。
  - R32は、GTS-4・4ドアをベースにRB26DETTをNA化したRB26DEを搭載。ATのみの設定で専用カラーが特徴。最終型に若干RB20DET搭載車の設定あり。
  - R33は、BCNR33GT-Rのパワートレインと下回りに、R33セダンのボディを組み合わせて4ドア化したもの。総生産台数447台。希少車ながら神奈川県警は白黒2台、埼玉県警は白とシルバー各1台の計2台が覆面パトカーになった。
- シルビア・オーテックバージョン
  - S13前期型K'sのAT車をベースに、屋根を撤去し、電動コンバーチブルに架装した特装車。北米向けの240SXは、前後期通して生産された。
  - S14後期型K'sをベースに、IHI社製タービンを組み込み出力を向上させた。外観上は大型リアスポイラーが特徴。
  - S15型SpecSをベースに、フジツボ製エキマニ、ECU、ハイカムなど吸排気系をチューン。NAで200PSを実現した。その他specRの6MT、ヘリカルLSD、専用サス、SpecRやハンドリングパッケージ装着車に装備されているボディ補強パーツ、専用内装表皮と専用シート（表皮）、専用タコメーター、specRと同等の対向ブレーキキャリパーなども装備。
- ステージア　オーテックバージョン260RS
  - 25RS-FOURをベースに、スカイラインGT-R以外門外不出と言われたRB26DETTエンジンを唯一搭載。その他、アテーサE-TS、ブレンボ製ブレーキ、R33GT-R用5速ミッションを搭載。97年版、98年版がある（98年版にはグリルにハイビームがある。限定ではない）。
- セフィーロ・オーテックバージョン
  - A31型は、専用エアロパーツ、アルミホイール、本皮シートなど豪華内装等に加えており、MTターボのスポーティモデルの為ベース車と比べ約20馬力アップされている。
- オーテック・ザガートステルビオ（F31レパードベース・ザガートと共同開発）
- ザガート・ガビア（F31レパードベース・ザガートと共同開発）
- クエスト（米国仕様を並行輸入・販売）
- カッパ（バネット）
- カッパII（バネット）
- マーメイド（バネット）
- ウミボウズ（ラルゴ）
- ヤマアラシ（バネットラルゴ）
- キャンピングカー（キャラバン、ホーミー、アトラスロコ）
- サンキャット（セレナ）
- アダックス2ワイド/ワイルドアダックス（ダットサン）
- AJリミテッド（テラノ）
- リゾートエクスプレス（アベニール、アベニールサリュー）
- フウライボウ（キャラバン、ホーミー）
- キタキツネ（セレナ、リバティ）
- アーバンリゾート（セレナ）
- タンゴ（マーチ）
- デザートランナー（テラノ）
- フィールドベース（サファリ、テラノ、テラノレグラス、エルグランド）
- スカイスター（ダットサン）
- アストロード（テラノ）
- VZ-R・N1/VZ-R・N1 Version2（パルサーセリエ、ルキノ）
- イエローバージョン（キューブ）
- ルンバ（マーチ）
- キングキャブ（ダットサン）
- エアロセレクション
  - エアロエクスプレス（アベニールサリュー、ウイングロード、プレーリージョイ）
- ロイヤルライン（エルグランド）
- エアロスポーツ（プリメーラワゴン）
- プレミアム（キューブ）
- スターファイア（テラノレグラス）
- スクウェア（キューブ）
- ポルカ（マーチ）
- キッズバージョン（アベニール、ウイングロード、エルグランド、セレナ、ティーノ、バサラ、プレサージュ、リバティ）
- ラフィート（マーチ）
- トラビス（キューブ、キューブキュービック）
- 12SR/15SR-A（マーチ）
- アーバンセレクション（エルグランド、ルークス(初代)、ジューク）
- ドライビングギア（エクストレイル）
- クロスライダー（デュアリス）
- プレミアムセレクション（ティアナ）
- モード・ビアンコ（ムラーノ）
- モード・ロッソ（ムラーノ）
- クロスギア（セレナ）
- モード・ビアネロ（ムラーノ）
- ブランナチュール インテリア（ノート）
- モード・プレミア（エクストレイル、ノート）
- C-Gear（ノート）
- スタイルAX（エクストレイル）
- VIP（ティアナ）
- ジャンボタクシー（エルグランドとキャラバンの合体版。〈前がエルグランド、後がキャラバン。フロントドア後から〉全幅が大きくなっている）
- クラシックバス（シビリアン）
- 教習車（ブルーバードシルフィ、クルー、ラティオ）
- パラメディック[注 1]
  - 高規格救急車